# إنجيل مرقس السري
إنجيل مرقس السري أو إنجيل مرقس الغامض ويعرف أيضًا باسم إنجيل مرقس المُطوَّل، هو إنجيل لم تجر الإشارة إليه سوى في رسالة دير مار سابا -وهي وثيقة هناك جدل حول موثوقيتها يُقال إن كاتبها هو إكليمندس الإسكندري (ق. 150-215م)- ورد فيها أنه إنجيل محاط بالسرية أطول من إنجيل مرقس القانوني المتداول. لم يبقَ لرسالة دير مار سابا سوى صورٍ فوتوغرافيةٍ لنسخةٍ مكتوبةٍ بخط اليد باليونانية نُسخت -على ما يبدو- في القرن الثامن عشر الميلادي على الصفحات الأخيرة لكتابٍ مطبوعٍ في القرن السابع عشر الميلادي يحتوي على أعمال إغناطيوس.
سنة 1958م وجد مورتون سميث -أستاذ التاريخ القديم في جامعة كولومبيا- رسالةً غير معروفةٍ مُسبقًا لإكليمندس الإسكندري في دير مار سابا الواقع على بعد 20 كيلومترًا جنوب شرق القدس. أعلن سميث رسميًا عن الاكتشاف سنة 1960م، ونشر دراسته للنص سنة 1973م. نُقِلَ المخطوط الأصلي لاحقًا إلى مكتبة كنيسة الروم الأرثوذكس في القدس، وفي وقتٍ ما بعد سنة 1990م اختفى. اعتمد البحث بعد هذا التاريخ على صورٍ ونسخٍ للمخطوط الأصلي، بما في ذلك تلك التي التقطها سميث بنفسه.
كانت الرسالة موجهةً إلى شخصٍ مجهولٍ يدعى ثيودوروس، ذكر فيها إكليمندس عن هذا الإتجيل: «عندما مات بطرس شهيدًا جاء مرقس [أي مرقس الرسول] إلى الإسكندرية حاملاً ملاحظاته الخاصة وملاحظات بطرس، وكل ما هو مناسب للتقدم نحو المعرفة ونقلها إلى كتابه السابق [أي إنجيل مرقس]». وقال أيضًا إن مرقس ترك هذه النسخة الموسعة -المعروفة اليوم باسم الإنجيل السري لمرقس- «للكنيسة في الإسكندرية حيث تُحرس بعنايةٍ حتى الآن، ولا يقرؤها سوى المُطّلعين على الأسرار العظيمة». اقتبس إكليمندس مقطعين من إنجيل مرقس السري هذا، ورد في المقطع الأول أن يسوع أحيا شابًا غنيًا من الموت في بيت عنيا، وتتشابه هذه القصة في العديد من الجوانب مع قصة إحياء لعازر التي وردت في إنجيل يوحنا.
أثار الكشف عن الرسالة ضجةً كبيرةً في ذلك الوقت، ولكن سرعان ما قوبلت باتهاماتٍ بالتزوير والتضليل. وعلى الرغم من أن معظم العلماء الذين تخصصوا في آبائيات إكليمندس اعتبروا الرسالة حقيقيةً، إلا أنه لا إجماع على أصالتها بين علماء الدراسات الكتابية، حيث انقسمت آراؤهم. ونظرًا لأن النص مكوّنٌ من قسمين، فقد يكون كلاهما مزيفًا أو كلاهما أصليًا أو أحدهما أصليًا والآخر مزيفًا. أولئك الذين يعتقدون أن الرسالة مزيفة، يرون في الغالب أنها زُيّفت حديثًا، ويلقون باللائمة غالبًا على مكتشفها مورتون سميث. وإذا ثبُت أن الرسالة مزيفة حديثًا، فستكون المقتطفات من هذا الإنجيل مزيفةً أيضًا. قَبل البعض الرسالة على أنها حقيقية، لكنهم لم يُصدّقوا رواية إكليمندس، وبدلاً من ذلك زعموا بأن هذا الإنجيل إنما هو معارضة أدبية غنوصية ترجع للقرن الثاني الميلادي. بينما يعتقد البعض الآخر أن معلوماتِ إكليمندس دقيقةٌ، وأن الإنجيل السري هو نسخة ثانية من إنجيل مرقس وسّعها مرقس بنفسه. فيما لا يزال البعض يرى أن الإنجيل السري لمرقس هو الإنجيل الأصلي الذي سبق إنجيل مرقس الكُنسي، وأن إنجيل مرقس الكُنسي مختزل من إنجيل مرقس السري هذا الذي استشهد إكليمندس به، وأن المقاطع الأخرى -التي أُزيلت- إما أزالها مرقس بنفسه وإما أزالها شخص آخر لاحقًا.
ثمة جدل مستمر حول صحة رسالة دير مار سابا. فقد انقسم المجتمع العلمي حول أصالتها، وعليه فإن النقاش لا يزال دائرًا حول إنجيل مرقس السري نظرًا لحالةٍ من الشك حول وجوده.

## الاكتشاف

### اكتشاف رسالة مار سابا

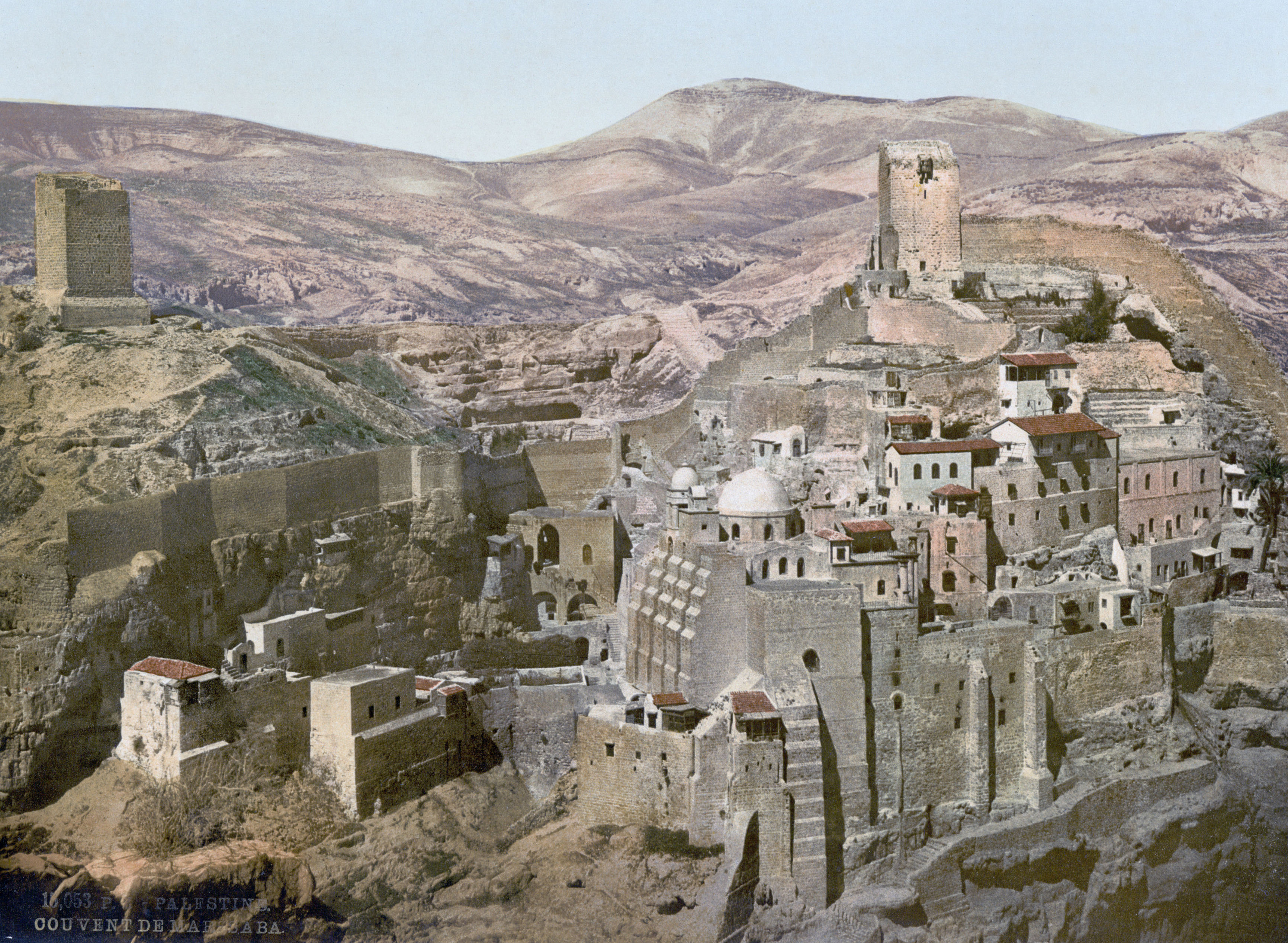
صورة لدير مار سابا القديم التقطت نحو سنة 1900م. في أعلى اليمين يقع البرج الشمالي الذي به المكتبة، التي وجد فيها مورتون سميث سنة 1958م كتاب فوسيوس الذي كُتبت عليه رسالة إكليمندس.

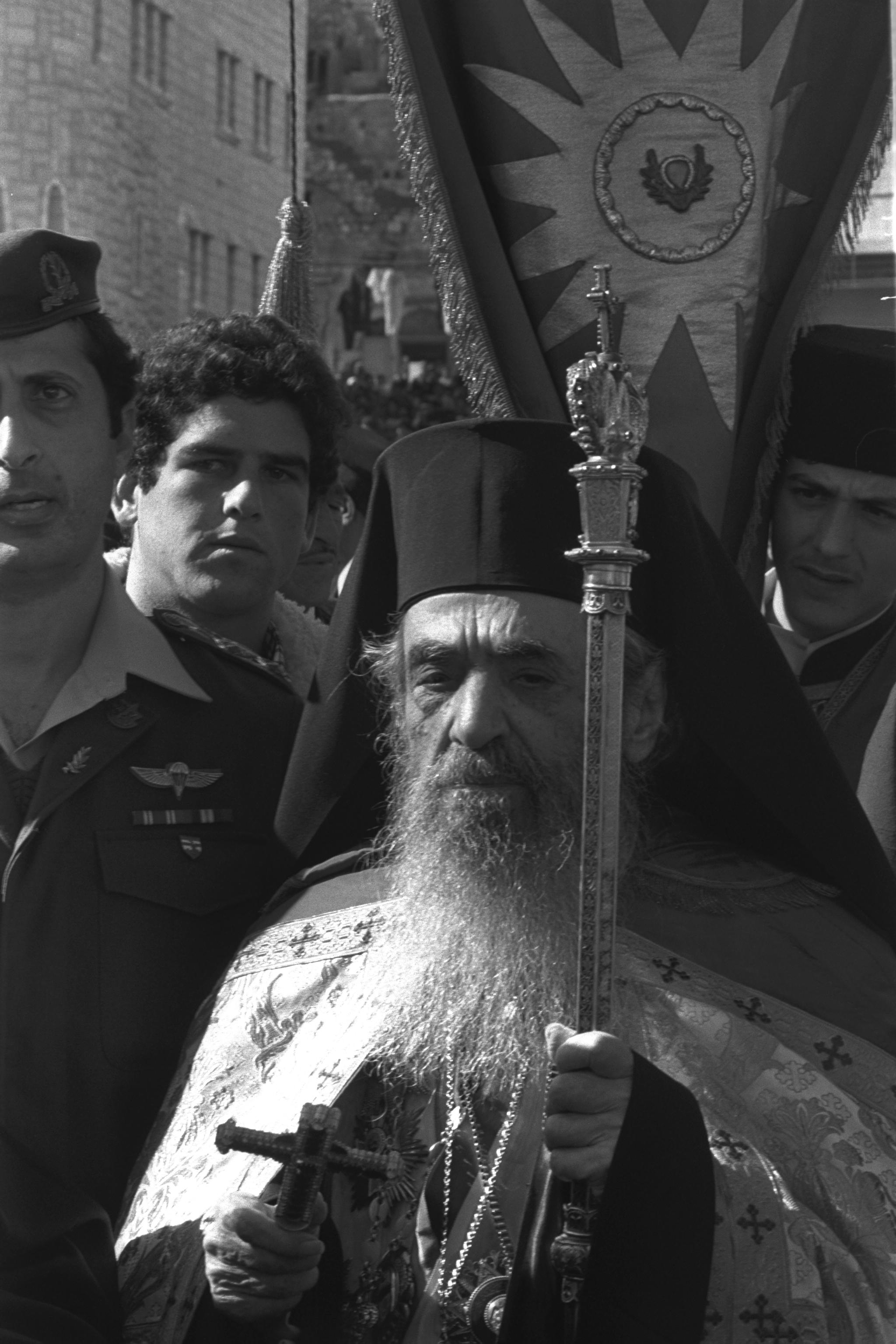
البطريرك بنديكت الأول بطريرك القدس للروم الأرثوذكس الذي سمح لمورتون سميث بقضاء ثلاثة أسابيع في دير مار سابا لدراسة مخطوطاته.

خلال رحلته إلى الأردن وفلسطين وتركيا واليونان في صيف سنة 1958م من أجل اقتناء المخطوطات، زار مورتون سميث أيضًا دير مار سابا الخاص بالروم الأرثوذكس الواقع بين القدس والبحر الميت، بعدما سمح له البطريرك بنديكت الأول بطريرك القدس للروم الأرثوذكس بالإقامة به لثلاثة أسابيعَ لدراسة مخطوطاته. وأثناء فهرسته للوثائق التي وجدها في مكتبة البرج الشمالي للدير أعلن لاحقًا أنه اكتشف رسالةً لم تكن معروفة مسبقًا كتبها إكليمندس الإسكندري واقتبس فيها مقطعين من نسخةٍ قديمةٍ مُطوّلةٍ غير معروفةٍ -على ما يبدو- من إنجيل مرقس، سمّاه سميث بعدئذٍ باسم “إنجيل مرقس السري”. كان نص الرسالة مخطوطًا باليد على الصفحات الأخيرة من نسخة إسحاق فوسيوس لأعمال إغناطيوس المطبوعة سنة 1646م. حملت تلك الرسالة منذئذٍ عدة أسماء منها رسالة مار سابا ورسالة إكليمندس والرسالة إلى ثيودوروس ورسالة إكليمندس إلى ثيودوروس.
ونظرًا لأن الكتابَ «ملكٌ لبطريركية الروم الأرثوذكس»، فقد التقط سميث على الفور بعض الصور بالأبيض والأسود للرسالة، وترك الكتاب حيث وجده في مكتبة البرج. أدرك سميث أنه بحاجةٍ -لإثبات صحة الرسالة- إلى مشاركة محتوياتها مع علماء آخرين. وفي ديسمبر 1958م -لكي يضمن عدم الكشف عن محتواها قبل الأوان- قدم نسخةً من الرسالة مع ترجمةٍ أوليةٍ إلى مكتبة الكونغرس.
بعدما قضى سنتين في مقارنة أسلوب رسالة إكليمندس إلى ثيودوروس ومفرداتها وأفكارها بالكتابات التي لا جدال في نسبتها إلى إكليمندس الإسكندري وبعد التشاور مع عددٍ من خبراء الكتابات القديمة الذين أرّخوا الكتابة اليدوية بأنها كُتبت في القرن الثامن عشر الميلادي، اكتسب سميث الثقة الكافية حول أصلية الرسالة، فأعلن عن اكتشافه في الاجتماع السنوي لجمعية الأدب الإنجيلي في ديسمبر 1960م. في السنوات التالية أجرى سميث دراسةً شاملةً حول إنجيل مرقس وإكليمندس الإسكندري وخلفية الرسالة وعلاقتها بالمسيحية الأولى، وخلال تلك الفترة استشار العديد من الخبراء في المجالات ذات الصلة، وفي سنة 1966م أنهى سميث دراسته الأساسية، لكنه لم ينشر دراسته التي كانت في شكل كتابٍ بحثيٍّ بعنوان «إكليمندس الإسكندري والإنجيل السري لمرقس» حتى سنة 1973م بسبب تأخره سبع سنواتٍ «في مرحلة الإعداد». نشر سميث في الكتاب مجموعةً من الصور بالأبيض والأسود للنص. كما نشر في وقتٍ سابق من العام نفسه طبعةً أخرى شعبيةً من الكتاب للجمهور.

### تاريخ المخطوطة اللاحق
لسنوات عديدة كان هناك اعتقاد بأن سميث هو الوحيد الذي رأى المخطوطة. ومع ذلك أعلن غي سترومسا سنة 2003م أنه رأى مع مجموعة من العلماء الآخرين المخطوطة سنة 1976م. ذهب سترومسا مع الأساتذة في الجامعة العبرية في القدس ديفيد فلوسر (1917–2000)، وشلومو باينز، ورئيس الدير الأرثوذكسي اليوناني ميليتون إلى دير مار سابا للبحث عن الكتاب، وبمساعدة راهبٍ في الدير حدّدوا المكان الذي من المفترض أن سميث ترك فيه الكتاب قبل 18 سنةً والذي يحوي «رسالة إكليمندس مخطوطةً على الصفحات الفارغة في نهاية الكتاب». قرر سترومسا وميليتون ورفاقهما أن المخطوطة ستكون أكثر أمانًا في القدس عنها في مار سابا، وأخذوا الكتاب معهم على أن يعيدَه ميليتون إلى مكتبة البطريركية. تطلّعت المجموعة لاختبار الحبر، ولكن الهيئة الوحيدة في المنطقة التي تمتلك تلك التقانة كانت شرطة القدس. لم يرغب ميليتون بترك المخطوطة مع الشرطة، لذا لم يجر أي اختبار. نشر سترومسا روايته بعد علمه بأنه «آخر عالم غربي [معروف] حيّ» شاهد الرسالة.
كشفت الأبحاث اللاحقة المزيد حول المخطوطة. حوالي سنة 1977م قام أمين المكتبة الأب كاليستوس دورفاس بإزالة الصفحتين اللتين احتوتا على النص من الكتاب بغرض تصويرهما وإعادة فهرستهما، ولكن من الواضح أن إعادة الفهرسة لم تحدث قط. لاحقًا أخبر دورفاس كل من تشارلز هيدريك ونيكولاوس أوليمبيو أنه احتفظ بالصفحات بشكل منفصل إلى جانب الكتاب على الأقل حتى تقاعده سنة 1990م. ولكن في وقت ما بعد ذلك فُقدت الصفحات، ولم تنجحِ المحاولات المختلفة للعثور عليها منذ ذلك الحين. يعتقد أولمبيو أن أفرادًا في مكتبة البطريركية أخفَوْا الصفحات بسبب تفسيرات مورتون سميث للنص، أو ربما أُتلفت الصفحات أو وضعت في غير مكانها. قدّم كاليستوس دورفاس صورًا ملونةً للمخطوطة لأوليمبيو، ونشرها هيدريك وأولمبيو في The Fourth R سنة 2000م.
التقطت تلك الصور الملونة سنة 1983م على يد دورفاس في استوديو تصويرٍ بترتيبٍ من وعلى حساب كوينتين كيسنيل، وفي يونيو 1983 حصل كيسنيل على إذن لدراسة المخطوطة في المكتبة لعدة أيام لا تتجاوز ثلاثة أسابيع تحت إشراف دورفاس. كان كيسنيل «أول عالم يَشتبه رسميًا بأن وثيقة دير مار سابا قد تكون مزورة»، وأنه «ينتقد بشدة» سميث، خاصةً أنه لم يجعل الوثيقة متاحةً لأقرانه، ولتقديمه مثل هذه الصور منخفضة الجودة. ومع ذلك لم يخبر كيسنيل أقرانه أنه قام أيضًا بفحص المخطوطة ولم يعلن عن وجود هذه الصور الملونة عالية الجودة للرسالة في منزله بالفعل سنة 1983م. بل إن هيدريك وأولمبيو اللذين نشرا الصور نفسها سنة 2000م من النسخة التي احتفظ بها دورفاس لنفسه لم يكونوا على علم بذلك. لم يكن المجتمع العلمي على علم بزيارة كيسنيل للدير حتى العام 2007م بعدما ذكر أديلا ياربرو كولينز أنه سُمح له لفترةٍ وجيزةٍ بالنظر إلى المخطوطة في أوائل الثمانينيات. وبعد بضع سنوات من وفاة كينسيل سنة 2012م سُمح للعلماء بالاطلاع على ملاحظات رحلته إلى القدس. وذكر هؤلاء العلماء أن كيسنيل كان في البداية واثقًا من أنه سيكون قادرًا على إثبات أن الوثيقةَ مزورةٌ. ولكن في الوقت الذي وجد فيه شيئًا اعتقد أنه مشبوهٌ، قدّم له دورفاس -الذي كان واثقًا من أن الخط أصلي من القرن الثامن عشر الميلادي- خطًا آخر من القرن الثامن عشر الميلادي يحمل خصائصَ مماثلة. مما دفع كينسيل للاعتراف أنه نظرًا لأنه «ليس كل النصوص مزورة»، فلن يكون من السهل إثبات أن النص مزور كما كان يتوقع. وفي النهاية تخلى عن محاولاته وكتب أنه يجب استشارة الخبراء.
منذ سنة 2019م مكان المخطوطة مجهول. لم تُوثَّق المخطوطة إلا من خلال مجموعتي الصور؛ مجموعة سميث، وهي بالأسود والأبيض والتقطت في سنة 1958م، والمجموعة الملونة وأخذت في سنة 1983م، ولم يُفحص الحبر والألياف أبدًا.

## المحتوى وفق رسالة إكليمندس

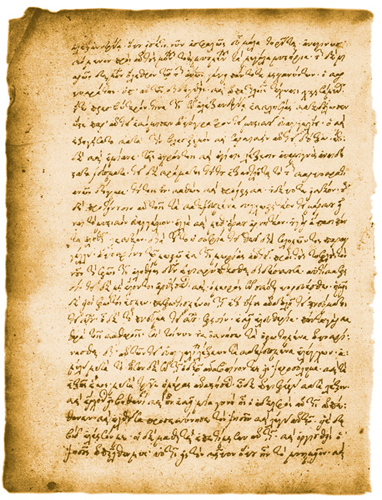
الصفحة الثانية من رسالة إكليمندس إلى ثيودوروس. الاقتباس الأطول من إنجيل مرقس السري يبدأ من السطر الرابع من الأسفل بدءً بـ καὶ ἔρχονται εἰς βηθανίαν (وجاءوا إلى بيت عنيا). حجم الصفحة الأصلي 198مم طولاً 148مم عرضًا.

أُرسلت رسالة دير مار سابا إلى رجل يدعى ثيودوروس وفق ما ورد في متنها والذي يبدو أنه سأل عما إذا كان إنجيل مرقس احتوى على عباراتٍ “رجل عارٍ مع رجلٍ عارٍ” (بالعامية اليونانية: γυμνὸς γυμνῷ, gymnos gymnō) و“أشياء أخرى”. أكد إكليمندس في الرسالة أن مرقس كتب نسخة ثانية أطول وأكثر غموضًا وروحانيةً من إنجيله، وأن هذه النسخة “محفوظة بعنايةٍ شديدةٍ” في كنيسة الإسكندرية، ولكنها لا تحتوي على تلك العبارات. اتهم إكليمندس المعلم المبتدع كاربوقراطيس بالحصول على نسخةٍ من إنجيل مرقس السري عن طريق الخداع، ومن ثَمّ لوثها بـ“أكاذيبَ مخزيةٍ”. وليدحض تعاليم طائفة الكاربوقراطيين الغنوصية، المعروفين بتحررهم الجنسي، ولكي يثبت أن تلك العبارات ليست في نص إنجيل مرقس السري اقتبس إكليمندس اقتباسيْن منه.
كان هناك إذن ثلاث نسخ من إنجيل مرقس عرفها إكليمندس؛ مرقس الأصلي, ومرقس السري, ومرقس الكاربوقراطي. وصف إكليمندس الإنجيل السري بأنه نسخة ثانية “أكثر روحانية” من إنجيل مرقس ألفها مرقس الرسول بنفسه. اشتُق الاسم من ترجمة سميث لعبارة “mystikon euangelion”. ورغم ذلك أشار إكليمندس ببساطةٍ إلى هذا الإنجيل بقوله: الإنجيل الذي كتبه مرقس. ولكي يُميّز بين نسختي إنجيل مرقس الأطول والأقصر أشار مرتين للنسخة غير القانونية بعبارة “mystikon euangelion” (ويقصد بها إما إنه إنجيل سري أُخفيَ وجوده، وإما إنه إنجيل غامض “يتعلق بالأسرار” له معانٍ خفية)، وبالطريقة نفسها أشار إلى أنه “إنجيل أكثر روحانيةً”. “بالنسبة إلى إكليمندس كلتا النسختين هما إنجيل مرقس”. ومن المفترض أن الهدف من هذا الإنجيل حثّ المؤمنين المسيحيين على المعرفة (غنوسيس)، ويقال إنه كان يُستخدَم في الشعائر الدينية في الإسكندرية.

### الاقتباس من إنجيل مرقس السري
تضمنتِ الرسالة مقتطفين من الإنجيل السري. يقول إكليمندس إن المقطع الأول أدخل في الإصحاح العاشر من إنجيل مرقس بين الآيتين 34-35 بعد الفقرة التي تنبّأ فيها يسوع في رحلته إلى أورشليم مع التلاميذ للمرة الثالثة بموته. الآية 35 التي طلب فيها تلميذاه يعقوب ويوحنا ابني زبدي من يسوع أن يمنحهما الشرف والمجد. يظهر في هذا المقطع الكثير من أوجه التشابه مع القصة التي وردت في الإصحاح الحادي عشر من إنجيل يوحنا التي أحيا فيها يسوع لعازر من بين الأموات. نقل إكليمندس المقطع كلمة بكلمة:
أما المقطع الثاني فكان موجزًا للغاية ومدمجًا في الآية 46 من الإصحاح العاشر من إنجيل مرقس، وبحسب إكليمندس جاء هذا المقطع بعد العبارة: «وجاءوا إلى أريحا»، وقبل العبارة: «وفيما هو خارج من أريحا» أضاف الإنجيل السري:
وأضاف كليمنت: «لكن الأشياء الأخرى الكثيرة التي ذكرتها عنه تبدو وكأنها مزيفة»، كما لو كان إكليمندس على وشك تقديم تفسيرٍ حقيقيٍّ للمقاطع، لكن الرسالة انتهت.
يعد هذان المقطعان الوحيدان المعروفان من نص هذا الإنجيل السري. ولا يوجد نص معروف باقٍ من هذا الإنجيل، كما لم يُشر إليه أي مصدر قديم آخر. وجد بعض العلماء أنه من المريب أنْ لا وجود لنص مسيحي أصلي قديم إلا في مخطوطة واحدة عُرفت حديثًا. ومع ذلك فلم يك هذا بالأمر الجديد.

## الجدل حول أصالة وتأليف الإنجيل

### سبعينيات وثمانينيات القرن العشرين

#### الاستقبال وتحليل مورتون سميث

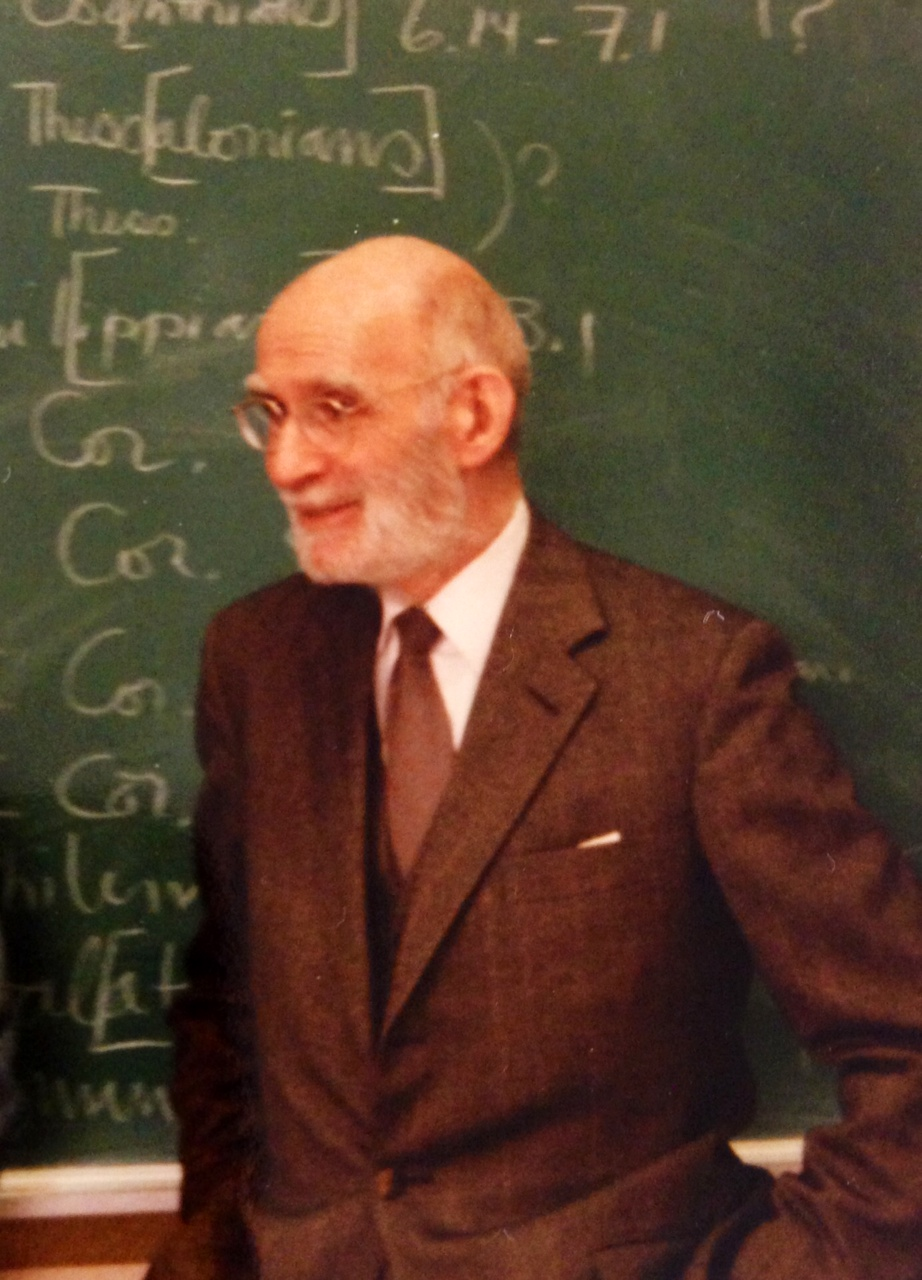
أستاذ التاريخ القديم الأمريكي مورتون سميث يشرح في ندوة حول بولس في جامعة كولومبيا سنة 1989م.

لا يوجد إجماع بين العلماء حول صحة الرسالة، على الأقل لأن حبر المخطوط لم يُختبر أبدًا. في البداية لم تكن أصالة الرسالة محل شكٍّ، واتفق المراجعون الأوائل لكتب سميث عمومًا على أن الرسالة حقيقيةٌ، ولكن سرعان ما ظهرت الشكوك وحظيت الرسالة بسمعةٍ سيئةٍ، خاصةً «لأنها كانت متداخلةً» مع تفسيرات سميث الخاصة. زعم سميث ومن خلال التحقيقات اللغوية التفصيلية أنه من المحتمل أن تكون رسالةً حقيقيةً من إكليمندس. وأوضح أن الاقتباسين يعودان إلى نسخةٍ آراميةٍ أصليةٍ من إنجيل مرقس كانت بمنزلة مصدرٍ لكلٍّ من إنجيلي مرقس ويوحنا. كما ادّعى سميث بأن الحركة المسيحية بدأت كدينٍ سريٍّ يبدأ بطقوس المعمودية، وأن يسوع التاريخي كان كاهنًا تلبّسته الروح، على أن أكثر ما أزعج مراجعي كتب سميث هي فرضيته العابرة بأن طقوس المعمودية التي كان يؤديها يسوع لتلاميذه ربما وصلت لمرحلة الاتحاد المادي.

#### الأصالة والتأليف
كان يُعتقد في المرحلة الأولى أن الرسالة حقيقية، بينما كان يُنظر إلى إنجيل مرقس السري غالبًا على أنه نموذج لإنجيلٍ منحولٍ من القرن الثاني الميلادي منبثق من الروايات القانونية. تشكّلت أول نظرية معارضة أدبية لذلك الرأي سنة 1974م على يد فريدريك بروس الذي رأى قصة شاب بيت عنيا خرقاء وتعتمد بالأساس على قصة إحياء لعازر المذكورة في إنجيل يوحنا. وبالتالي رأى أن رواية إنجيل مرقس السري مشتقة، واستبعد أنها كانت إما مصدر قصة لعازر وإما أنها قصة مشابهة مستقلة. أما ريموند براون فتوصل إلى استنتاجٍ سنة 1974م مفاده أن مؤلف إنجيل مرقس السري «ربما يكون قد اعتمد على» إنجيل يوحنا «على الأقل من الذاكرة». أيد باتريك سكيهان هذا الرأي، ووصف مسألة الاعتماد على إنجيل يوحنا بأنها «لا لبس فيها». بينما اعتقد روبرت غرانت أن سميث قد أثبت بالتأكيد أن الرسالة كتبها إكليمندس، ولكنه قال بأن هناك ملامح في إنجيل مرقس السري ترتبط بكل الأناجيل الكنسية الأربعة، وتوصل إلى استنتاج مفاده أنه كُتب بعد القرن الأول الميلادي. كما استنتج هيلموت ميركل أستاذ الأديان في جامعة أوسنابروك أن إنجيل مرقس السري اعتمد على الأناجيل الكنسية الأربعة بعدما حلّل العبارات اليونانية الرئيسية في النص، وأنه حتى ما إذا كانت الرسالة أصليةً، فإنها لا تخبرنا بأكثر من وجود نسخةٍ موسعةٍ من إنجيل مرقس في الإسكندرية سنة 170م. وزعم البلجيكي فرانس نيرينك أستاذ الأديان في جامعة مونستر سنة 1979م أن إنجيل مرقس السري افترض ضمنيًا مسبقًا وجود الأناجيل الكنسية. وفي سنة 1996م كتب نيكولاس رايت أن معظم العلماء الذين اعتبروا النص أصليًا يرون في إنجيل مرقس السري «تكيفًا لاحقًا لمرقس إلى حد كبير مع التوجهات الغنوصية».
ومع ذلك يرى عدد مساوٍ تقريبًا من العلماء في إنجيل مرقس السري «عملاً ملفّقًا لا يستحق العناء»، يحتوي على قصة شفاء تتشابه تمامًا مع قصص المعجزات الأخرى في الأناجيل الإزائية؛ وهي القصة التي استرسلت بسلاسة دون روابط تقريبية أو تناقضات واضحة كما في قصة إحياء لعازر في إنجيل يوحنا، وكما اعتقد سميث اعتقد هؤلاء أن القصة في الغالب استندت على رواية إنجيلية شفاهية، وإن رفضوا بشكل قاطع فكرته حول الأصل الآرامي لهذا الإنجيل.

#### كوينتين كيسنيل وتشارلز مورغيا

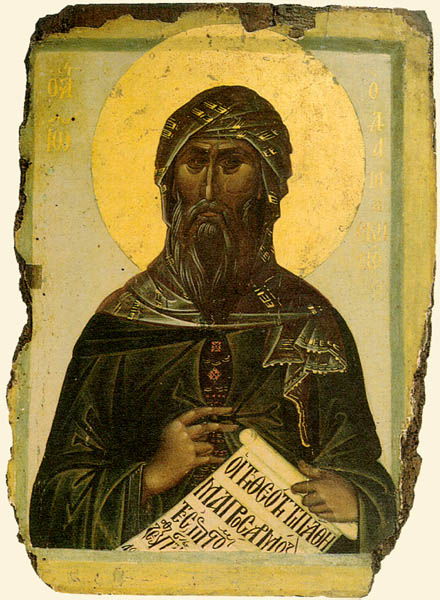
أيقونة ليوحنا الدمشقي مرسومة في القرن الرابع عشر الميلادي، وهو شخصية اطلعت في القرن الثامن الميلادي على 21 رسالة على الأقل لإكليمندس الإسكندري في دير مار سابا.

في سنة 1975م كان كوينتين كيسنيل (1927-2012) أول من من شكّك في أصالة رسالة دير مار سابا. كان المبدأ الرئيس الذي اعتمد عليه كيسنيل في مزاعمه أنه كان من الأولى فحص المخطوط قبل الإعلان عن أصالته، وافترض أنها خُدعة حديثة. وقال بأن الفهرس الأبجدي الذي نشره أوتو ستاهلين سنة 1936م لأسلوب إكليمندس الكتابي، سيجعل من الممكن تقليد أسلوب إكليمندس، أي إنه إذا كانت الرسالة مزيفةً، فستكون قد زُيّفت بعد سنة 1936م. وفي اليوم الأخير لإقامته في دير مار سابا وجد سميث فهرسًا يرجع لسنة 1910م، ويحتوي على قائمةٍ بها 191 كتاباً ليس من بينها كتاب فوسيوس. زعم كيسنيل وآخرون أن تلك المعلومة تدعم الفرضية القائلة بأن الكتاب لم يكن أبدًا جزءًا من مكتبة دير مار سابا، ولكن شخصًا ما أحضره من الخارج، سميث مثلًا، وفيه الصفحتين المخطوطتين. ولكن جرى الطعن في هذا الرأي، إذ وجد سميث مثلًا نحو 500 كتاب أثناء إقامته في الدير، لذا فالقائمة كانت بعيدةً عن الاكتمال، كما زعم سميث أن عدم اكتمال القائمة لا يُعد دليلًا على عدم وجود الكتاب في الوقت الذي كُتب فيه الفهرس.
على الرغم من أن كيسنيل لم يتهم مورتون سميث بتزوير الرسالة -وإن كان “التزوير المفترض يتوافق مع قدرات وفُرص وحافز سميث”- إلا أن قراء مقالة كيسنيل رأوا -كما رأى سميث نفسه- أن في ذلك اتهامًا لسميث بأنه الجاني. منذ اكتشاف المخطوطة وحتى ذاك الوقت لم يطلع أحد على المخطوطة إلا سميث، مما دعا بعض العلماء للقول بأنه ليس هناك مخطوطة بالأساس.
ساند تشارلز مورغيا ادّعاءات كيسنيل بالتزوير بمزيدٍ من المزاعم، مثل لفت الانتباه إلى حقيقة أن المخطوطة لا تحتوي على أخطاءٍ كتابيةٍ خطيرةٍ يمكن توقُّعها نتيجة نسخ النص القديم عدة مرات، وأن نسبة النص لإكليمندس كان بمثابة «ختم الأصالة»، وأثار تساؤل القراء لماذا لم يُسمع عن إنجيل مرقس السري مطلقًا من قبل. كما وجد مورغيا أن في حث إكليمندس لثيودوروس على أنه لا ينبغي أن يعترف للكاربوقراطيين «بوجود إنجيل مرقس السري، بل وحتى يُقسم على عدم وجوده»، أمر مضحك، فلا فائدة من «حث شخص ما على ارتكاب شهادة الزور للحفاظ على سرية شيءٍ أنت بصدد الكشف عنه». وفي وقت لاحق عزّز جوناثان كلاوانز -أستاذ الأديان في جامعة بوسطن الذي كان يعتقد أن الرسالة مشبوهة ولكنها قد تكون أصليةً- زعْم مورغيا بقوله إنه إذا كان إكليمندس قد حث ثيودوروس على الكذب على الكاربوقراطيين، لكان من الأولى عليه اتباع «نصيحته الخاصة» وكذب على ثيودوروس نفسه. ومع ذلك يرى سكوت غريغوري براون المتخصص في أصول المسيحية أن هذه الحجة مردودة لأنه لا فائدة من إنكار وجود إنجيلٍ خاصٍّ بالكاربوقراطيين.
في البداية أبدى سميث بعض الاهتمام بمزاعم مورغيا، إلا أنه رفضها لاحقًا بحُجّة أنها تستند إلى قراءة خاطئة، وقال إن مورغيا «وقع في بعض الأخطاء الحقيقية». وعلى الرغم من أن المزيفين يستخدمون تقانة «وصف المظهر والتأكيد على الأصالة» لإثبات مصداقية ما زيّفوه، إلا أنه غالبًا ما يستخدم نفس الأسلوب لتقديم مواد لم يُسمع بها من قبل. كما أنه وعلى الرغم من عدم بقاء أيٌّ من رسائل إكليمندس الأخرى الآن، إلا أنه كانت هناك مجموعة من 21 رسالة على الأقل في دير مار سابا في القرن الثامن الميلادي عندما كان يوحنا الدمشقي يعمل هناك لأكثر من 30 سنة ق. 716– ق. 749م، واقتبس منها. في أوائل القرن الثامن عشر الميلادي شبّ حريق كبير في دير مار سابا أحرق كهفًا يجري فيه تخزين عددٍ من أقدم المخطوطات. افترض سميث أنه ربما نجا جزء من رسالة إكليمندس من الحريق، ومن ثَمّ نسخها راهب على الصفحات الأخيرة لنسخة الدير من رسائل إغناطيوس من أجل الحفاظ عليها. زعم سميث أن هناك تفسيرًا بسيطًا للأمر هو أن النص «نُسخ من مخطوطٍ بقي لألف سنةٍ أو أكثر في دير مار سابا، ولم يُسمع به من قبل أبدًا لأنه لم يخرج من الدير أبدًا».
على أي حالٍ استبعد مورغيا احتمال تزوير سميث للرسالة نظرًا لأن سميث لم يك ذا درايةٍ كافيةٍ باليونانية، ولا يوجد في كتابه ما يشير إلى الاحتيال. ويبدو أن مورغيا اعتقد بأن الرسالة زُوّرت في القرن الثامن عشر الميلادي.
اعترض مورتون سميث على التلميحات بأنه زوّر الرسالة عن طريق وصفه لمقال كيسنيل الذي كتبه سنة 1975م بالهجوم. وعندما نشر المؤرخ السويدي بير بيسكو الترجمة الإنجليزية لكتابه حكايات غريبة عن يسوع سنة 1983م، وهو الكتاب الذي نشره في البداية بالسويدية سنة 1979م، وقال فيه إن هناك أسبابًا تدعو للتشكيك في صحة الرسالة، انزعج سميث وهدّد بمقاضاة دار نشر النسخة الإنجليزية بالتعويض بمليون دولار. مما دفع الدار لسحب الكتاب من الأسواق، وأصدروا نسخة جديدة سنة 1985م أزالوا فيها المقاطع التي اعترض عليها سميث، كما أكد بيسكو أنه لم يتهم سميث بالتزوير، وعلى الرغم من تشكك بيسكو حول صحة الرسالة فقد فضّل “أن يعتبر ذلك سؤالًا مفتوحًا”.

#### أسبقية إنجيل مرقس السري

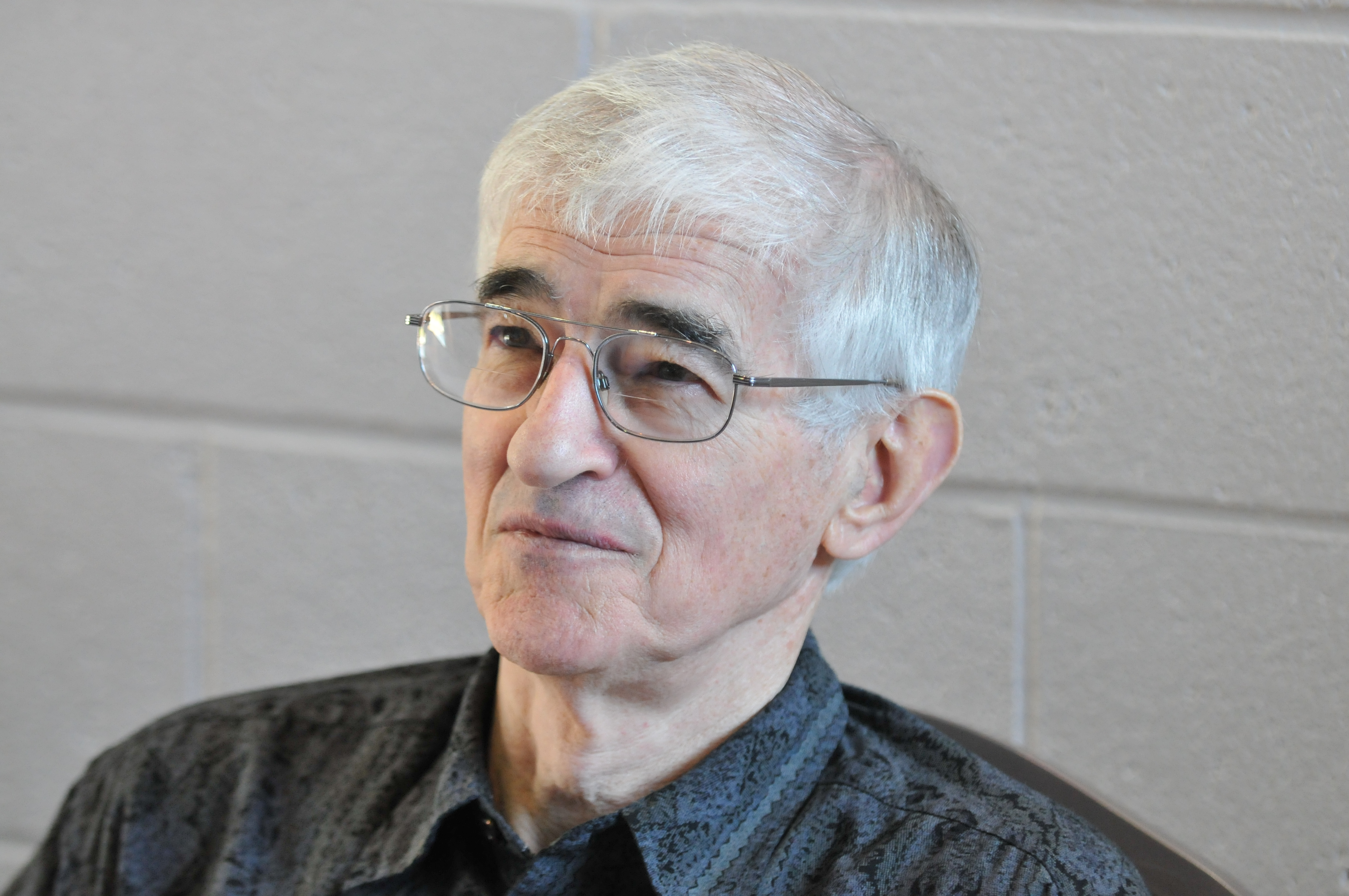
جون دومينيك كروسان الذي لم يعتبر إنجيل مرقس السري أصيلًا فقط، بل هو الأصل الذي جاء منه إنجيل مرقس القانوني.

لخّص مورتون سميث الحال في مقالةٍ نشرها سنة 1982م قائلاً: “ينسب معظم العلماء الرسالة لإكليمندس”، وإنه ليس هناك مزاعم قوية تؤيد عدم وجودها. أما نسبة هذا الإنجيل إلى مرقس فقد “رُفض عالميًا”، وكان الرأي السائد أنه ما هو إلا “معارضة أدبية للأناجيل القانونية” كُتبت في القرن الثاني الميلادي.
وبعد تلخيص سميث للحالة أيّد عدد من العلماء فكرة أسبقية إنجيل مرقس السري، فقد زعم رون كاميرون سنة 1982م وهيلموت كويستر سنة 1990م أن إنجيل مرقس السري سبق إنجيل مرقس القانوني الذي ما هو إلا اختصار لإنجيل مرقس السري. أيد هانز-مارتن شنيك نظرية كويستر، ولكن مع بعض التعديلات، كذلك قدّم جون دومينيك كروسان إلى حد ما “فرضية عمل” مماثلة لفرضية كويستر، فقال: “إنني أعتبر إنجيل مرقس القانوني ما هو إلا مراجعة متأنية للغاية لإنجيل مرقس السري.” كما ضمّن مارفن ماير إنجيل مرقس السري في محاولته إعادة بناء إنجيل مرقس الأصلي.

### منذ سنة 1991م (بعد وفاة سميث) حتى سنة 2005م

#### اتهامات مكثفة ضد سميث
أصبحت ادعاءات تزوير سميث لمخطوط دير مار سابا أكثر علانيةً بعد وفاته سنة 1991م. كان جاكوب نوسنر المتخصص في اليهودية القديمة تلميذًا لسميث ومعجبًا به، لكنه انقلب عليه سنة 1984م بعدما وقع الخلاف بينهما علانيةً بعد أن أنكر سميث كفاءة تلميذه السابق أكاديميًا علنًا. وصف نوسنر إنجيل مرقس السري بأنه “تزييف القرن”. ومع ذلك لم يقم نوسنر أبدًا بكتابة أي تحليلٍ مفصلٍ لإنجيل مرقس السري أو حتى تفسيرٍ لسبب اعتقاده بالتزوير.

#### لغة رسالة إكليمندس وأسلوبها
اعتقد معظم العلماء الذين “درسوا الرسالة وكتبوا عن الموضوع” أن الرسالة كتبها إكليمندس. كما اعتقد معظم علماء الآبائيات أن اللغة تتطابق مع لغة إكليمندس، وكذلك يبدو من الأسلوب والمادة كما لو كان هو كاتبها، وفي مقاله “التحليل الرسولي الأول لرسالة إكليمندس إلى ثيودوروس” أوضح جيف جاي أن الرسالة “تتوافق في الشكل والمحتوى مع الرسائل القديمة التي تناولت ظروفًا مشابهة”، وأن “من المعقول أنها كُتبت في القرن الثاني الميلادي أو أوائل القرن الثالث الميلادي”. وزعم أن الأمر سيتطلب مزوّرًا ذا معرفةٍ خارقةٍ حتى يُزوّر رسالةً كهذه،  وبشكل عام اتفق العلماء الذين درسوا أعمال إكليمندس على صحة الرسالة، وفي سنة 1980م جرى تضمينها في فهرس أعمال إكليمندس الأصيلة المعترف بها، وإن كان ملخص الفهرس وقتها أورد بأنها مُدرجة مؤقتًا.

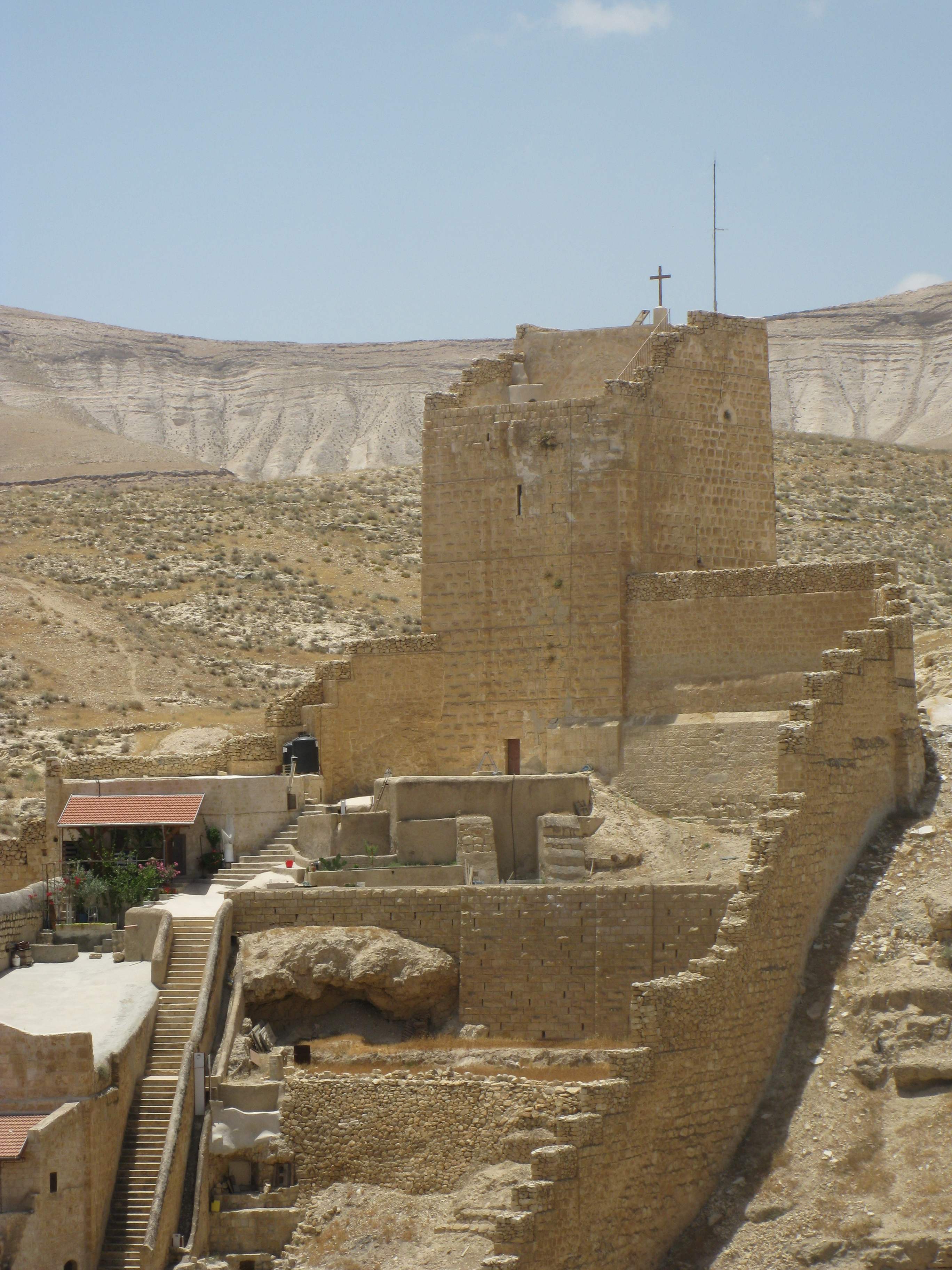
البرج الشمالي الذي به المكتبة حيث وجد سميث رسالة إكليمندس.

سنة 1995م أجرى أندرو كريدل دراسةً إحصائيةً لرسالة إكليمندس إلى ثيودوروس لمساعدة أوتو ستاهلين في فهرسة أعمال إكليمندس. ووفقًا لكريدل فقد احتوت الرسالة على العديد من الألفاظ الفريدة التي استُخدمت مرةً واحدةً فقط مقارنةً بالكلمات التي لم يسبق لإكليمندس أن استخدمها، وزعم كريدل أن ذلك يُظهر أن المزور “جمع العديد من الكلمات والعبارات النادرة” التي وردت في كتابات إكليمندس الأصلية أكثر مما كان إكليمندس يفعل. إلا أن الدراسة تعرضت للانتقاد لتركيزها على “كلمات إكليمندس الأقل تفضيلًا”، وللمنهج الذي سلكه، والذي أفقده “القدرة على تحديد المؤلف”. فمثلاً عند تطبيق المنهج نفسه على كتابات وليم شكسبير سنجد أنه أثبت نسبة ثلاثةٍ من أصل سبعةِ قصائدَ إليه.

#### لغز دير مار سابا
في سنة 2001م لفت فيليب جنكينز الانتباه إلى رواية جيمس هنتر التي عنوانها «لغز دير مار سابا» -والتي نُشرت للمرة الأولى سنة 1940م- ولاقت رواجًا وقتئذ. رأى جنكينز تشابهًا غير عادي بينها وبين رسالة إكليمندس لثيودوروس ووصْف سميث لكيفية اكتشافه لها سنة 1958م، لكنه لم يقل صراحةً إن الرواية ألهمت سميث بتزوير النص. لاحقًا وضع روبرت برايس وفرانسيس واتسون وكريغ إيفانز نظريةً تقول بأن الرواية ألهمت مورتون سميث لتزوير الرسالة. اعترض سكوت براون وآخرون على هذه الفرضية، وكتب يقول بغضّ النظر عن أنه “عالم اكتشف مخطوطة مسيحية قديمة لم تكن معروفة من قبل في دير مار سابا، إلا أن هناك عدد قليل من التشابهات” وردًا على إيفانز رأى سكوت براون وآلان بانتوك تشابهًا محيّرًا بين الاسم الأخير لمحقق سكوتلاند يارد لورد مورتون والاسم الأول لمورتون سميث، وهو الاسم الذي كان مورتون سميث يحمله قبل كتابة الرواية بوقتٍ طويل. وجد فرانسيس واتسون التشابهاتِ مقنعةً للغاية لدرجة الاعتقاد بأن “مسألة التبعية لا يمكن تجاوزها”، بينما اعتقد خافيير مارتينيث أن مسألة التزوير محل نقاش، واعتبر مسألة إلهام رواية هنتر لسميث لكي يُزوّر النص مسألة غريبة. وتساءل لماذا استغرق الأمر أربعة عقودٍ بعد أن احتلت قصة اكتشاف سميث الصفحة الأولى من نيويورك تايمز قبل أن يدرك أحدهم أن هذه الرواية الشهيرة كانت مصدر إلهام سميث. وجد مارتينيث أن طرق واتسون التي بواسطتها توصل إلى استنتاجه بأنه “ليس هناك بديل عن الاستنتاج أن سميث اعتمد على” رواية لغز دير مار سابا، اختارها لكي تكون “أكثر واقعية كعمل علمي”. أما تيمو بانانين فقد أكد أنه لا إيفانز ولا واتسون وضّحا المعايير التي استخدماها لإثبات أن هذه التشابهاتِ الخاصةَ “مذهلةٌ من حيث المادةُ أو اللغة”، وأنهما قلّلا صرامة المعايير التي كانا يستخدمانها للحكم على الاستقلالية في حالات أخرى”.

#### الجمود الأكاديمي

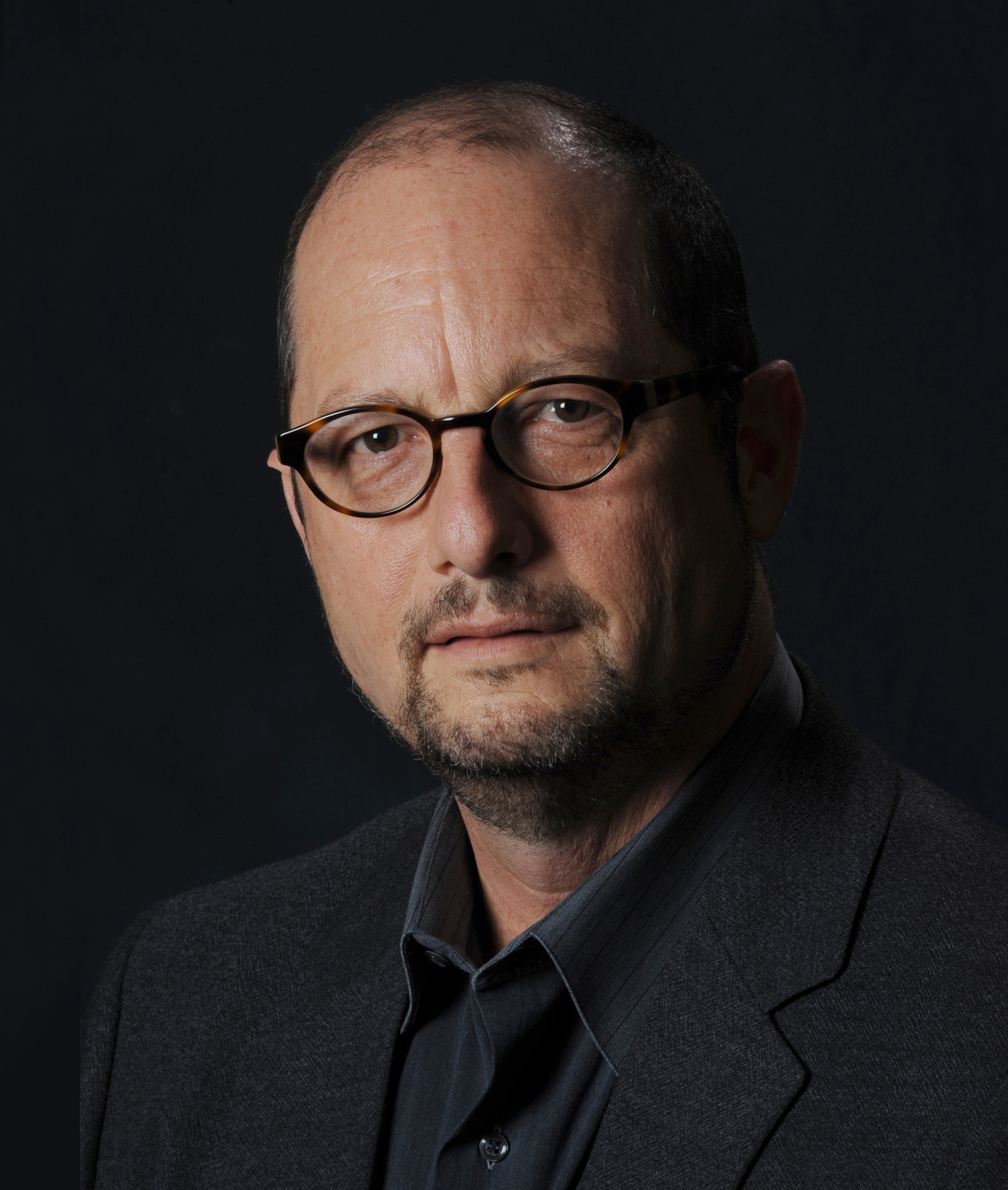
كتب بارت إيرمان سنة 2003م يقول إن “معظم العلماء قبلوا أصالة رسالة إكليمندس”، لكنهم لم يحسموا ما إذا كان سميث قد زيّف الرسالة أم لا، وإن كان تزييفًا حديثًا، فهو “واحد من أعظم الأعمال العلمية في القرن العشرين”.

هناك حقيقة ظلت لسنواتٍ أن أحدًا من العلماء باستثناء سميث لم يرَ المخطوطة التي افتُرض أنها مزيفة، ولكن مع نشر صور ملونة للمخطوطة سنة 2000م تبددت تلك الفرضية، بالإضافة إلى الإعلان سنة 2003م عن رؤية غي سترومسا وآخرين للمخطوطة سنة 1976م. وتعقيبًا على فكرة أن سميث منع علماءَ آخرين من فحص المخطوطة أشار سكوت براون إلى أنه لم تك لديه السلطة لفعل ذلك. وأن المخطوطة كانت لا تزال في محلها حيث وجدها سترومسا ورفاقه بعد ثماني عشرة سنةً، وأنها لم تختف إلا بعد سنوات من نقلها للقدس، وفصلها عن الكتاب. يقول تشارلز هيدريك إنه إذا كان هناك من يجب إلقاء اللوم عليه لفقدان المخطوطة، فهم “المسئولون عن كنيسة الروم الأرثوذكس في القدس” إذ إنها فُقدت وهي في عهدتهم.
سنة 2003م عبر تشارلز هيدريك عن إحباطه من الجمود الأكاديمي حول مسألة صحة النص، على الرغم من أن العلماء الذين تخصصوا في رسائل إكليمندس توافقوا عمومًا على أصلية الرسالة. وفي السنة نفسها ذكر بارت إيرمان أن الوضع لا يزال كما لخصه سميث سنة 1982م، أي إن غالبية العلماء اعتبروا الرسالة صحيحة، “وربما بأغلبية ضئيلة اتفقوا على أن الاقتباسات من إنجيل مرقس السري مقتبسة بالأساس من إنجيل مرقس القانوني”.
ويمكن تحديد معسكرين أحدهما ينتمي إليه لاري هورتادو الذي يرى أنه “لا يوصي بالثقة المطلقة في وجود إنجيل مرقس السري” لأن الرسالة “التي ذكرته قد تكون ملفقة”، وحتى إن كانت أصلية، فإن إنجيل مرقس السري “قد يكون في الغالب قديمًا، ولكنه نسخة ثانوية من إنجيل مرقس القانوني أنتجتها جماعة ما في القرن الثاني الميلادي من أجل تعزيز مصالحها الخفية”، ويؤيد ذلك فرانسيس واتسون الذي يأمل ويتوقع أن يجري تجاهل إنجيل مرقس السري طردًا بين العلماء لتجنب “إفساد أعمالهم لارتباطهم به”. أما المعسكر الآخر فينتمي إليه مارفن ماير الذي افترض أن الرسالةَ أصلية، وكتب عدة مقالاتٍ منذ سنة 1983م، استخدم إنجيل مرقس السري في محاولاته استعادة النص الأصلي لإنجيل مرقس خاصةً قصة الرجل الشاب (neaniskos) “كنموذج للتلميذ”، ويؤيده إيكهارد راو الذي زعم أنه طالما لم يجر فحص المخطوط ماديًا، فإن من غير الممكن تقديم أي حجج جديدة حول أصالة المخطوط، ومن الحكمة -بالرغم من أن ذلك لا يخلو من المخاطرة- تفسير النص على أن منشأه من المحيطين بإكليمندس الإسكندري.

### منذ سنة 2005م حتى الآن
اشتد الجدل بعد نشر ثلاث كتبٍ جديدةٍ. كانت أطروحة سكوت براون المنقحة للدكتوراه إنجيل مرقس الآخر حتى سنة 2005م أول أفرودة تناولت فقط إنجيل مرقس السري منذ كتاب سميث الصادر سنة 1973م. زعم براون أن كلًا من الرسالة والإنجيل السري حقيقيان. وفي السنة نفسها نشر ستيفن كارلسون كتابه خدعة الإنجيل وفيه أوضح بأن مورتون سميث نفسه هو مؤلف وناسخ مخطوطة دير مار سابا. وفي سنة 2007م نشر عالم الموسيقا بيتر جيفري كشف نقاب إنجيل مرقس السري الذي اتهم فيه مورتون سميث بتزوير الرسالة.

#### إنجيل مرقس الآخر

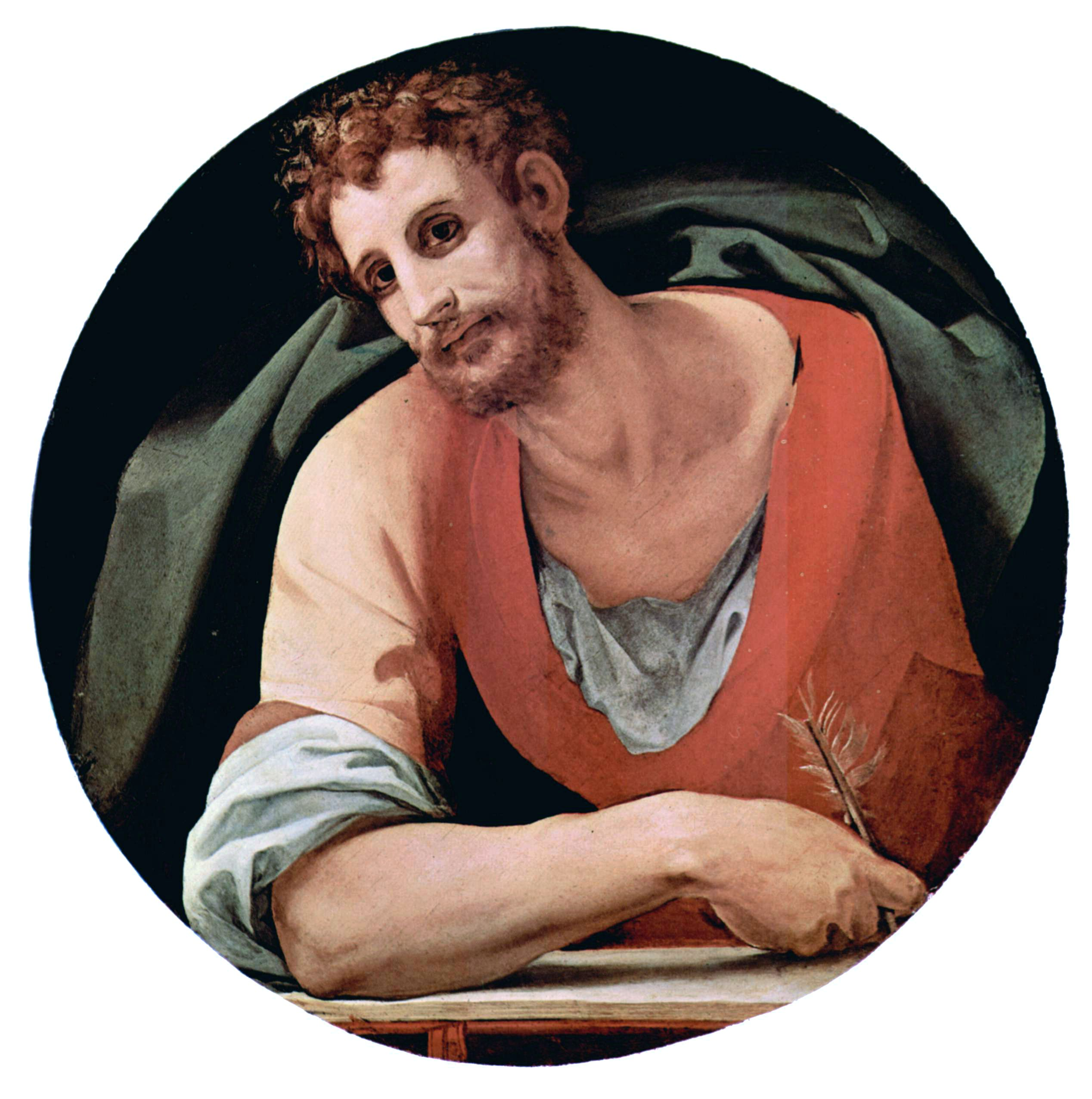
لوحة مرقس الرسول، الذي زعم إكليمندس في الرسالة أنه مؤلف الإنجيل السري. اللوحة رسمها برونزينو ، وهي موجودة في كنيسة باربادوري في فلورنسا.

في كتاب إنجيل مرقس الآخر الصادر سنة 2005م، تحدّى سكوت براون “جميع التصريحات والحجج السابقة التي قُدمت ضد صحة الرسالة”، وانتقد العلماء القائلين بأن الرسالة مزورة لعدم تقديمهم إثباتًا على صحة ادعاءاتهم، ولعدم تمييزهم بين الرسالة وتفسير سميث الخاص لها. ادعى براون أن سميث لم يكن في مقدرته تزوير الرسالة لأنه لم يفهمها جيدًا “بما يكفي ليؤلفها”. كما انتقد براون نظرية المعارضة الأدبية التي تعتبر أن إنجيل مرقس السري جرى تأليفه من خليطٍ من عباراتٍ بالأخص من الأناجيل الإزائية لأنها متضاربة، ومتعذّرٌ ضبطها على منوالٍ واحدٍ و“معقدةٌ بشكلٍ غير واقعي”. وفقًا لبراون فإن معظم التشابهات بين إنجيل مرقس السري وإنجيل متى وإنجيل لوقا “غامضة، أو تافهة، أو فيها مشاكل في الصياغة”. والوحيد الذي يتشابه معه إلى حدٍّ بعيدٍ هو إنجيل مرقس القانوني، ولكن إحدى سمات أسلوب مرقس هو “تكراره عباراتٍ محددةٍ”، ولا يجد براون شيئًا مُريبًا في حقيقة أن النسخة الأطول من إنجيل مرقس تحتوي على “عباراتٍ مرقسيةٍ وعناصره الروائية”. كما اكتشف براون عددًا من الخصائص الأدبية لأسلوب مرقس في الإنجيل السري مثل الأصداء اللفظية والمتقابلات والأُطُر القصصية، وتوصّل إلى استنتاجٍ حول مؤلف إنجيل مرقس السري مفاده أن “كتابته تشبه كتابة مرقس إلى حد بعيد يمكن أن يجعله مرقس نفسه”، وأنه “كاتب الإنجيل القانوني”.

#### خدعة الإنجيل
في كتابه خدعة الإنجيل الصادر سنة 2005م زعم ستيفن كارلسون أن رسالة إكليمندس إلى ثيودوروس مزورة، ولا أحد غير مورتون سميث بإمكانه تزويرها، حيث كانت لديه “الوسائل والدافع والفرصة” لتحقيق ذلك. ادعى كارلسون أنه حدّد أشياءً هزليةً مخفيةً تركها سميث في الرسالة وأظهرت له أن سميث خادع وصنع الرسالة. حدّد كارلسون اثنين منها: الأول الإشارة إلى الملح الذي “يفقد خواصه”، ووفقًا لكارلسون فقد غشّ سميث في النص، فالملح السائب الذي يُصنع بإضافة عاملٍ مضادٍٍّ للتكتل ما هو إلا “اختراع حديث” اخترعه موظف في شركة مورتون للملح، وهو دليل تركه مورتون سميث يقود إليه؛ أما الأمر الثاني فهو أن سميث حدّد خط يدٍ لرسالة إكليمندس “من خلال تقليد خط يدٍ من القرن الثامن عشر في كتاب آخر، ونسبته إلى شخصٍ مستعارٍ يدعى ‘M. Madiotes’ [Μ. Μαδιότης]، والذي اسمه هو شفرة تشير إلى سميث نفسه”. الحرف "M" يرمز إلى مورتون، والاسم "Madiotes" مشتق من الفعل اليوناني μαδω (madō) الذي يعني “يفقد شعره” والذي يرمز “للغش”، والغشاش الأصلع هو مورتون سميث الأصلع. وعندما فحص النسخ المطبوعة من الرسالة في النسخة الأكاديمية من كتاب سميث، قال بأنه لاحظ “رعشة مزور”. وعليه استنتج كارلسون أن الحروف ليست مكتوبة، وإنما مرسومة بقلم حبرٍ وبخطوطٍ مهزوزةٍ مع رفع القلم عن الورقة من آن لآخر. بعد كتاب كارلسون أصبح العديد من العلماء مقتنعين بأن الرسالة مزيفة حديثًا، كما غيّر عدد ممن كانوا يدافعون عن سميث مواقفهم. وتوصل كريغ إيفانز إلى اعتقادٍ بأن “رسالة إكليمندس والاقتباسات من إنجيل مرقس السري المضمنة فيها هي خُدعة حديثة، ومن المؤكد أن مورتون سميث مخادع”.

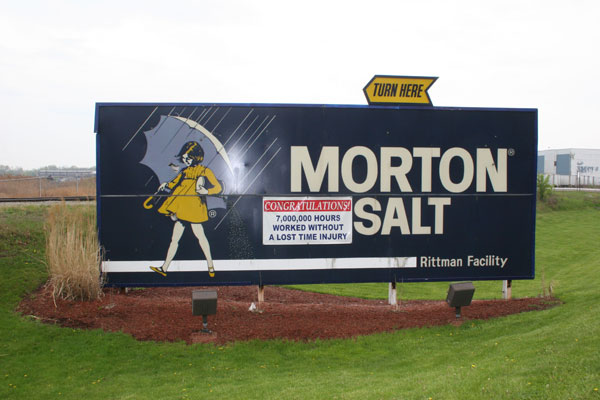
مصنع مورتون للملح في ريتمان، أوهايو.

ومع ذلك عارض العديد من المقالات نظريات كارلسون علميًا، وخاصةً مقالات سكوت براون. كتب براون أن دليل مصنع مورتون للملح “هو سلسلة طويلة من الأخطاء”، وأن “الرسالة لا تشير في أي موضعٍ إلى فساد الملح”، إذ فقط ذكرت أن “الأشياء الحقيقية” فسدت. وبعدما اطلعا على الصورة الأصلية غير المقصوصة، أوضح آلان بانتوك وسكوت براون أن النص الذي ظنّ كارلسون أن كاتبه M. Madiotes إنما في الواقع كتبه شخص آخر من القرن الثامن عشر الميلادي، ولا يمت لرسالة إكليمندس إلى ثيودوروس بصلة؛ وأن سميث لم ينسب هذه الكتابة إلى شخص اسمه M. Madiotes (M. Μαδιότης)، وبالتالي عدّل كارلسون الاسم لاحقًا من Madiotes إلى Madeotas (Μαδεότας) الذي ربما هو Modestos (Μοδέστος)، وهو اسم شائع في دير مار سابا.
وفيما يخص مسألة الكتابة اليدوية، يعتقد روجر فيكلوند وتيمو بانانين أن “كل علامات التزوير التي ذكرها كارلسون في تحليله للكتابة اليدوية”، مثل “رعشة المزور”، تظهر فقط في التي استخدمها كارلسون لتحليل الكتابة اليدوية. وأن كارلسون اختار “استخدام النسخ الملونة في [كتاب سميث] إكليمندس السكندري وإنجيل مرقس السري” حيث طُبعت الصور على شاشة نقطية خطية. إذا تم “تكبير الصور إلى الحد اللازم لفحص الوثيقة بالدلائل”، فستكون مصفوفة النقاط مرئية ولن تظهر الأحرف “بشكل سلس”. وأنه بمجرد استبدال الصور المطبوعة بالصور الأصلية، فستختفي أيضًا علامات الرعشة الكتابية.
وفي ندوة الأبوكريفا المسيحية الأولى حول إنجيل مرقس السري المعقودة في كندا سنة 2011م لم يُناقَش سوى قدرٍ قليلٍ من أدلة كارلسون. وحتى بيرلويجي بيوفانيللي –الذي كان يعتقد أن سميث قام بتزويرٍ معقّدٍ- كتب يقول في الحقيقة “معظم إدعاءات كارلسون” رفضها براون وبانتوك بشكلٍ مقنعٍ، وأنه “لا شيء مُبطن” في الرسالة “يدعو للدفاع عن فرضية كارلسون حول الخداع الشديد”.

#### كشف نقاب إنجيل مرقس السري
في كتاب كشف نقاب إنجيل مرقس السري الصادر سنة 2007م، زعم بيتر جيفري أن “الرسالة تعكس ممارسات ونظريات ظهرت في القرن العشرين لا في القرن الثاني”، وأن سميث كتب رسالة إكليمندس إلى ثيودوروس بهدف إيجاد “الانطباع بأن يسوع مارس المثلية الجنسية”. رأى جيفري في إنجيل مرقس السري نوعًا من التورية العميقة التي تروي “قصة ‘التفضيل الجنسي’ التي لا يرويها سوى كاتب غربي من القرن العشرين” عاش في “ثقافةٍ جنسيةٍ في الجامعات الإنجليزية”. عارض سكوت براون ووليام هاريس أفكار جيفري. وفقًا لهاريس فإن حُجّتي جيفري حول الشعائر الدينية والشذوذ الجنسي غير إيجابية، وكتب يقول بأن جيفري “يخلط بين مسألة صحة النص وتفسيرات سميث الخاصة”، وأن الأولى مهاجمة سميث وتفسيراته بدلاً من مهاجمة إنجيل مرقس السري. أما مسألة المثلية الجنسية -التي كتب سميث بموجبها وثيقةً تُصوّر يسوع كممارس للمثلية الجنسية- فليست صحيحةً أيضًا. وفي كتابيه حول إنجيل مرقس السري كتب سميث “بالكاد ستة أسطرٍ حول الموضوع”. كما أن استنتاج جيفري بأن الوثيقة مزورة لأنه “ليس هناك شاب يهودي” سيتقرب من “رجلٍ أكبر منه من أجل الجنس”، لم يقبله هاريس أيضًا، حيث إنه “لا عبارة” في إنجيل مرقس السري تشير إلى هذا التقرّب.

#### مراسلات سميث

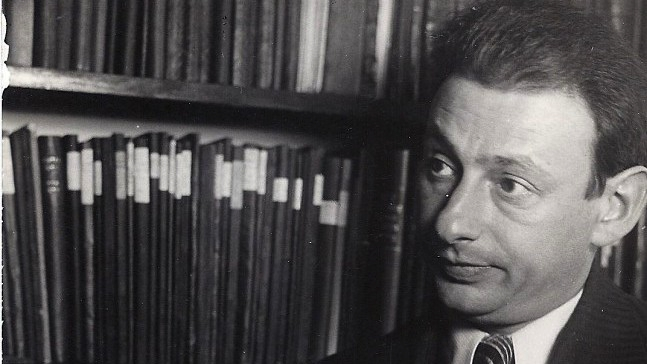
غيرشوم سكوليم (1895–1982م) فيلسوف ومؤرخ وأستاذ التصوف اليهودي والقابالاه.

في سنة 2008م نُشرت مراسلات كثيرة بين سميث وأستاذه وصديقه غيرشوم سكوليم، حيث ناقشوا لعقود رسالة إكليمندس إلى ثيودوروس وإنجيل مرقس السري. زعم غي سترومسا أنه “يجب على المراسلات أن تقدّم أدلة كافية على صدق أفكاره [أي سميث] أمام أي أحدٍ يتسلح بالتفكير السليم ولا يحمل نوايا خبيثة”، واعتقد سترومسا أنها تُظهر “أمانة سميث”، وأن سميث لم يكن بإمكانه تزوير رسالة إكليمندس على حد تعبير أنطوني غرافتون، وأن “المراسلات تظهر أنه ناقش مادة الرسالة مع سكوليم على مدى وقت طويل بطرقٍ تعكس بوضوح عملية الاكتشاف والتفكير”. لكن بيرلويجي بيوفانيللي اعترض على تفسير سترومسا، وقال إن المراسلات تُظهر أن سميث صنع “تزييفًا شديد التعقيد” للترويج للأفكار التي يحملها حول يسوع. بينما لم يجد جوناثان كلاوانز أن المراسلاتِ واضحةٌ بشكلٍ كافٍ على أسسٍ منهجيةٍ، واعتقد أن مراسلات سميث لا تعطي جوابًا قاطعًا حول مسألة أصالتها.

#### معرفة سميث المسبقة
زعم عدد من العلماء أن العناصر البارزة في إنجيل مرقس السري كانت من الموضوعات التي أثارت اهتمام سميث أثناء دراسته قبل اكتشافه الرسالة سنة 1958م. وبعبارةٍ أخرى زوّر سميث الرسالة لتدعم أفكاره التي كان يعتنقها. يشكك بيرلويجي بيوفانيللي في صحة الرسالة لأنه يعتقد أنها “الوثيقة الخطأ، في المكان الخطأ، اكتشفها الشخص الخطأ، الذي كان -علاوةً على ذلك- في حاجةٍ إلى هذا النوع من الأدلة الجديدة بالضبط للترويج لأفكارٍ جديدةٍ غير تقليديةٍ”. أما كريغ إيفانز فقد زعم أن سميث قبل اكتشافه نشر ثلاث دراساتٍ في سنوات 1951م و1955م و1958م ناقش فيها وربط بين “(1) “سر ملكوت الله” في الآية 11 من الإصحاح الرابع من إنجيل مرقس، (2) السرية والنشأة، (3) الجنس الممنوع بما فيه المثلية الجنسية والعلاقات الجنسية (4) إكليمندس السكندري”.
عارض براون وبانتوك هذه الفرضية؛ فأولاً رفضوا فكرة حدوث أمر جنسي بين يسوع والرجل الشاب في إنجيل مرقس السري، وإن كان الأمر كذلك فلا علاقات جنسية ممنوعة وفق قصة إنجيل مرقس السري. وثانيًا تحدّوا فكرة ربط سميث بين هذه الأمور التي زعمها إيفانز وآخرون. وزعموا أن سميث في أطروحته للدكتوراه سنة 1951م، لم يربط سوى بين أمرين هما سر ملكوت الله والتعاليم السرية. أما العلاقات الجنسية المحرمة مثل “زنا المحارم، والجماع أثناء الحيض، والزنا، والمثلية الجنسية، والبهيمية”، فهي مجرد موضوعٍ من مواضيعَ أخرى في الكتب المقدسة التي تجب مناقشتها في سرية. علاوةً على ذلك زعموا أن سميث كتب أيضًا في مقالةٍ له سنة 1955م عن علاقة سر ملكوت الله والتعاليم السرية. وفي مثالٍ ثالثٍ كتب سميث مقالةً سنة 1958م، ذكر فيها “إكليمندس وأعماله المتفرقة كأمثلةٍ على التعاليم السرية”. واعتبر براون وبانتوك أن من المتعارف عليه بين علماء المسيحية واليهودية أن كتابات إكليمندس و«سر ملكوت الله» في إنجيل مرقس من التعاليم السرية.

#### خبراء الكتابة اليدوية وقدرات سميث

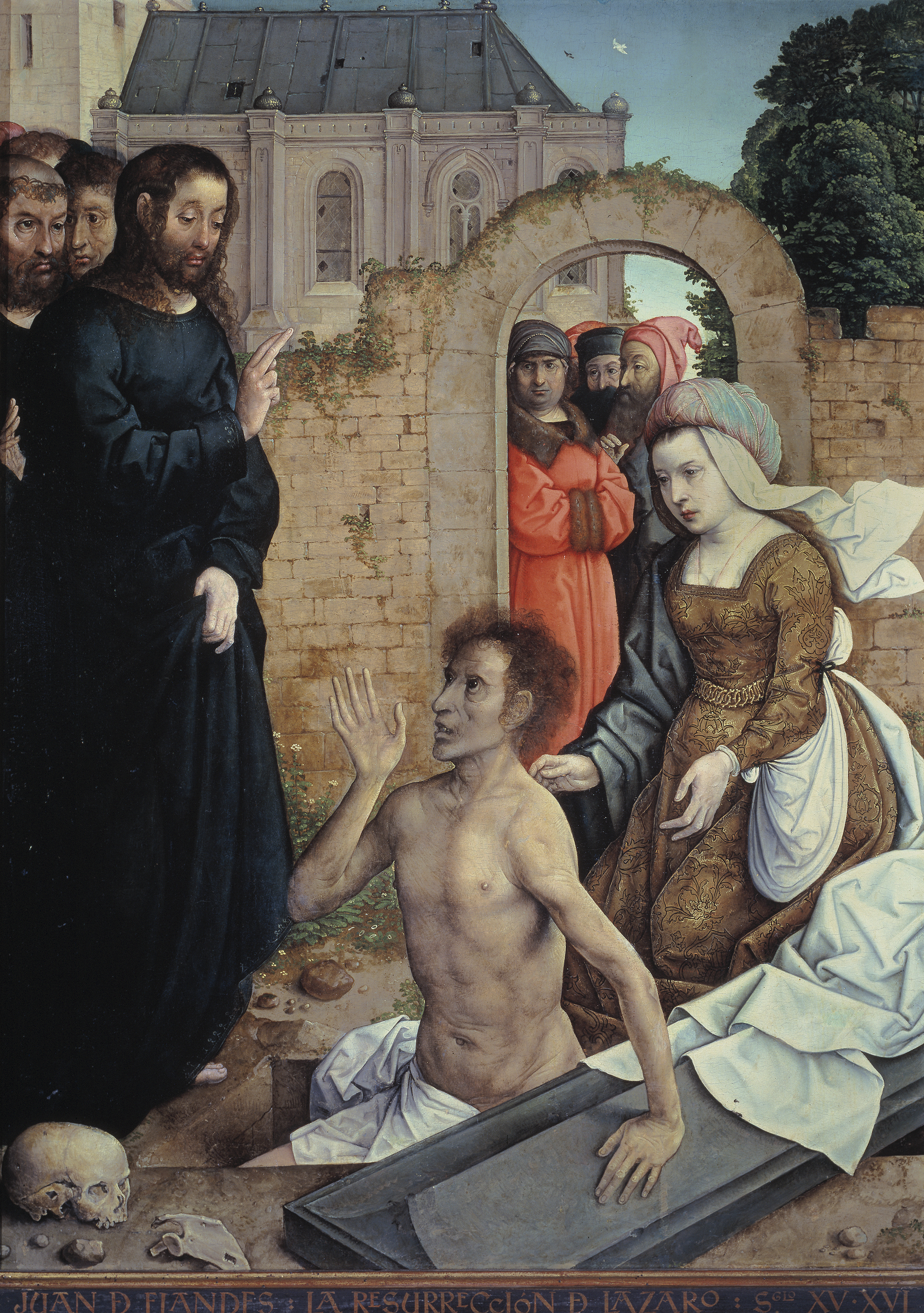
لوحة إحياء لعازر في بيت عنيا؛ رسمها خوان دي فلاندز.

احتوى عدد نوفمبر/ديسمبر 2009م من مجلة مراجعة آثار الكتاب المقدس على مجموعةٍ مختارةٍ من المقالات المخصصة لإنجيل مرقس السري. كتب تشارلز هيدريك مقدمةً حول الموضوع، كما كتب كل من هيرشيل شانكس وهيلموت كويستر مقالاتٍ تدعم صحة الرسالة، بينما رفض ثلاثة علماء خبراء في التزييف المشاركة، مما دفع شانكس للحديث عن التزييف بنفسه. كتب هيلموت كويستر أن مورتون سميث “لم يكن باحثًا نقديًّا جيدًا"، وأن “قدراته لا تمكنه من تزييف نص -بالمعايير النقدية- يُعد صيغةً مثاليةً قديمةً لقصة إحياء لعازر التي جاءت في الإصحاح 11 من إنجيل يوحنا”. سنة 1963م التقى كويستر وسميث لعدة ساعاتٍ يوميًا لمدة أسبوعٍ لمناقشة إنجيل مرقس السري. أدرك خلالها كويستر أن سميث عانى حقًا لكي يفهم النص ويُفسّر الخط المكتوب. وكتب كويستر: “من الواضح أن المزور لن تكون لديه المشاكل التي واجهها مورتون. أو أن مورتون سميث ممثل بارع، وإما أنه أحمق تمامًا”.
أواخر سنة 2009م كلّفت مجلة مراجعة آثار الكتاب المقدس خبيرين يونانيين في الكتابة اليدوية لتقييم “ما إذا كانت الكتابة اليدوية في رسالة إكليمندس مكتوبة بخطٍ يونانيٍّ أصليٍّ يرجع للقرن الثامن عشر”، وما إذا كان بمقدور مورتون سميث كتابتها ووُضعت تحت تصرفهم ماسحاتٌ ضوئيةٌ للصور ذات تقانةٍ عالية الدقة لمسح رسالة إكليمندس ونماذجَ معروفةٍ من كتابات مورتون سميث الإنجليزية واليونانية منذ سنة 1951م إلى سنة 1984م.
لاحظت فينيشيا أناستاسوبولو خبيرة الوثائق اليونانية وجود ثلاث كتاباتٍ مختلفةٍ تمامًا، وقالت -بحسب رأيها- إن رسالة إكليمندس كُتبت بمهارةٍ و“بحُريةٍ وعفويةٍ وحسٍّ فنيٍّ” على يد كاتبٍ خبيرٍ يمكنه التعبير عن أفكاره بشكل فعّال. ووصفت كذلك كتابات سميث بالإنجليزية بأنها “تلقائية وغير مُقيّدةٍ، وبإيقاعٍ جيدٍ جدًا”. بينما كانت كتابات سميث باليونانية “مثل تلك التي يكتبها طالب مدرسةٍ” غيرِ متآلفٍ مع الكتابة اليونانية وغيرِ قادرٍ على “استخدامها بطلاقةٍ” وبسهولةٍ. ولخّصت أناستاسوبولو رأيها المهني حول مورتون سميث أنه لا يمكنه أن ينتج خطًّا كخط رسالة إكليمندس. كما أوضحت أيضًا -خلافًا لرأي كارلسون- أن الرسالة لا تحتوي على علاماتٍ تدل على التزوير مثل “افتقادها لتقلباتٍ طبيعيةٍ” تجعلها تبدو كما لو كانت مرسومةً، أو أنها ذات “خطٍ رديءٍ”، وأنه عندما يكون ثمة نص كبير -كحالة رسالة إكليمندس- متّسقٌ طوال الوقت “يكون لدينا انطباع أوليّ حول أصليتها”.
ومع ذلك كان رأي أغاممنون تسيليكاس عالم الكتابات القديمة -اليوناني المتميز والمتخصص في تحديد زمن كتابة النصوص ولأي مدرسة في الكتابة ينتمي النص- أن الرسالة مزورة. لاحظ تسيليكاس بعض الأحرف “غريبة الشكل تمامًا، وغير المنتظمة”. وعلى النقيض من حكم أناستاسوبولو اعتقد بأن بعض الأسطر غير مستمرةٍ، وأن يد الكاتب لم تكن تتحرك بشكلٍ تلقائيٍّ. وقال إن الخط اليدوي للرسالة هو تقليد للخط اليوناني في القرن الثامن عشر الميلادي، وأن المزور على الأرجح إما سميث وإما شخص يعمل لدى سميث. افترض تسيليكاس أن سميث -كنموذجٍ للكتابة اليدوية- ربما استخدم أربعة رسائلَ من القرن الثامن عشر الميلادي من دير تيماتون الذي زاره سنة 1951م. ورغم ذلك أوضح آلان بانتوك أن سميث لم يحصل أبدًا على صورٍ لهذه الرسائل، وعليه فليس بإمكانه استخدامها كنموذج. وبما أن الرسالة -وفقًا لاستنتاج أناستاسيوبولو- كتبها كاتب مدرب بمهارة تفوق قدرة سميث، يقول مايكل كوك “كان لابد لنظرية المؤامرة أن تتوسع لتشمل شريكًا مُدرّبًا على الكتابة اليدوية اليونانية في القرن الثامن عشر”.
وبعدما قام بمسح أوراق مراسلات سميث المحفوظة خَلُصَ آلان بانتوك إلى استنتاجٍ مفاده أن سميث لم يكن بمقدوره تزوير الرسالة؛ لأن لغته اليونانية لم تكن جيدةً بما يكفي لتأليف رسالةٍ لها فكر إكليمندس وأسلوبه، وأنه كان يفتقر للمهارات اللازمة لتقليد كتابةٍ يونانيةٍ صعبةٍ ترجع للقرن الثامن عشر الميلادي. يقول روي كوتانسكي -الذي عمل مع سميث على الترجمة من اليونانية- أنه على الرغم من أن يونانية سميث كانت جيدةً جدًا، إلا أنه “لم يكن عالم مخطوطاتٍ حقيقي (أو عالمًا لغويًّا)”. وفقًا لكوتانسكي: “بالتأكيد لم يكن بمقدور سميث أن يكتب الخط اليوناني الخاص بمخطوط دير مار سابا، ولا نصها نحويًّا”، وكتب قائلاً: “قليلون من يستطيعون فعل ذلك”؛ وأنه -إذا كانتِ الرسالة مزورةً- لكانت “واحدةً من أعظم الأعمال العلمية في القرن العشرين”. وفق رأي بارت إيرمان.
وزعم سكوت براون وإيكهارد راو أن تفسير سميث للاقتباس الأطول من إنجيل مرقس السري لا يتوافق مع محتوى الاقتباس، اعتقد راو أنه إن كان سميث حقًا قد زوّر الرسالة لكان عليه أن يجعله أكثر ملاءمةً لنظرياته الخاصة. ويعتقد مايكل كوك أن “نقطة ضعف فرضية التزوير” هي أن سميث لم تكن لديه المهارات اللازمة لتزوير الرسالة.

## التأويلات

### نظريات سميث حول يسوع التاريخي
اعتقد سميث أن المشهد الذي علّم فيه يسوع الرجل الشاب “سر ملكوت الله” كان ليلًا، وتصوّر طقوس التعميد التي أدّاها يسوع لأقرب تلاميذه. في طقس التعميد “بدايةً يتحد مع روح يسوع” في تجربة هلوسة، ثم “صعدا روحانيًا للسماء”، فيتحرر التلميذ من الشريعة الموسوية، وعليه يصبح كلاهما أحرارًا. كما اعتقد سميث أن إبداء التحررية لدى يسوع تعرّضت للكبح لاحقًا على يد يعقوب البار وبولس الطرسوسي. أما فكرة أن “يسوع كان رجلًا متحررًا قام بطقوسٍ تنويميةٍ” للإيهام بالصعود للسماء، فليست فقط فكرةً بعيدة التصديق، وإنما مزعجة أيضًا للعديد من العلماء، الذين كان من الصعب عليهم تصوّر يسوع بهذه الطريقة في نص قديم موثوق. زعم سكوت براون أنه على الرغم من استخدام سميث لمصطلح «التحرر»، إلا أنه لم يكن يعني «التحرر الجنسي»، وإنما قصد التفكير بحريةٍ في المسائل الدينية، وأنه قصد حرية اليهود والمسيحيين في الالتزام بالشريعة الموسوية. في كلا كتابيْه حول الإنجيل السري قدّم سميث اقتراحًا عابرًا أنه ربما توحّد يسوع وتلاميذه جسديًا أيضًا أثناء هذا الطقس، لكنه اعتقد أن الشيء الأساسي في هذا الطقس هو امتلاك التلاميذ لروح يسوع. اعترف يسوع أنه لا توجد طريقة لمعرفة ما إذا كان يمكن تتبع هذه التحررية في زمن يسوع.
في عمله الأخير ازداد اعتقاد سميث أن يسوع التاريخي كان يمارس نوعُا ما من الطقوس السحرية والتنويم المغناطيسي، وهو ما يفسر كيفية شفائه قصص الأشخاص من الأرواح الشيطانية في الأناجيل. بحث سميث بعنايةٍ عن أي آثارٍ لـ “رواية تحررية” في المسيحية الأولى وفي العهد الجديد. ونظرًا لقلة ما يدعم فكرته في مخطوطة دير مار سابا لم يخصص سميث في كتابه الأخير يسوع الساحر سوى اثني عشر (12) سطرًا حول مخطوطة دير مار سابا، ولم يفترض أبدًا “أن يسوع انخرط في تحرر جنسي”.

### الحلقات المفقودة واتصالية النص

#### الشاب ذو الملابس الكِتّانية
في الآيات 51-52 من الإصحاح 14 من إنجيل مرقس تبع شاب (بالعامية اليونانية: νεανίσκος, نيانيسكوس neaniskos) في إزارٍ من الكتان (بالعامية اليونانية: σινδόνα, سيندونا sindona) يسوع وأمسكوه، فترك إزاره وهرب عريانًا. لا تبدو العبارة ذات فائدةٍ لاحقةٍ في القصة، لكن لها عدد من التفسيرات المحتملة. أحيانًا يُقترح أن الشاب هو مرقس نفسه. ورغم استخدام الكلمات اليونانية نفسها (نيانيكوس وسيندونا) أيضًا في إنجيل مرقس السري، افترض العديد من العلماء أمثال روبرت إم. غرانت وروبرت غوندري أن إنجيل مرقس السري كُتب استنادًا على الآية 51 من الإصحاح 14، والآية 5 من الإصحاح 16، وعباراتٍ أخرى، مما يفسّر سبب التشابهات بين الإنجيلين. فيما زعم علماء آخرون مثل هيلموت كويستر and وجون دومينيك كروسان أن إنجيل مرقس القانوني هو مراجعة لإنجيل مرقس السري. كما اعتقد كويستر أن إنجيل مرقس الأوليّ كان موسّعًا بقصصٍ مثل إحياء الشاب في إنجيل مرقس السري، والشاب الفار عاريًا عند القبض على يسوع في إنجيل مرقس القانوني وغيرها من القصص، وأن هذا الإنجيل الأوليّ قد اختُصر لاحقًا في صورة إنجيل مرقس القانوني. وفقًا لكروسان فإن إنجيل مرقس السري هو الأصل. وأنه عند كتابة إنجيل مرقس القانوني أزيلت فقرتا إنجيل مرقس السري اللتين اقتبسهما إكليمندس، وتم تقسيمهما وتفريقهما في عدة مواضعَ في إنجيل مرقس القانوني لتشكّل فقرات الرجل الشاب. وزعم مايلز فلاور وآخرون أن إنجيل مرقس السري قصصه متماسكة، كقصة الرجل الشاب. وأنه أزيلت عبارات من هذا الإنجيل (على يد مؤلفه الأصلي أو على يد شخص آخر) لتأليف إنجيل مرقس القانوني. خلال تلك العملية ظلت هناك بعض البقايا مثل أن الرجل الشاب فرّ عاريًا، بينما أزيلت عبارات أخرى تمامًا.
يرى مارفن ماير أن الرجل الشاب في إنجيل مرقس السري الذي يوصف بالتلميذ النموذجي وهو “شخصية أدبية وليس شخصية تاريخية.” وأن الرجل الشاب الذي يرتدي مئزرًا من الكتان على جسدٍ عارٍ، يذكّرنا بالآيتين 51-52 من الإصحاح 14 من إنجيل مرقس القانوني، تبع رجل شاب غير معروفٍ اسمه في بستان جثسيماني -لا يرتدي سوى إزارٍ من الكتان على جسده- يسوع، وعندما حاولوا القبض عليه، فرّ عاريًا تاركًا إزاره خلفه. كما أن كلمة سيندون التي وُجدت أيضًا في الآية 46 من الإصحاح 15 من إنجيل مرقس القانوني عند الإشارة إلى كفن يسوع. وأنه في الآية 5 من الإصحاح 16 من إنجيل مرقس القانوني كلمة نيانيسكوس (الرجل الشاب) في الثياب البيضاء، لا تبدو إشارةً لكونه ملاكًا، يجلس في القبر الفارغ عندما وصلت النساء لمسح جسد يسوع بالحنوط.
افترض مايلز فلاور أن الرجل العاري الفار في الإصحاح 14 من إنجيل مرقس، والرجل في قبر يسوع في الإصحاح 16 من إنجيل مرقس، والرجل الذي أحياه يسوع في إنجيل مرقس السري هم جميعًا الشاب نفسه؛ وهو أيضًا الرجل الغني في الإصحاح 10 من إنجيل مرقس (الذي تشبه قصته ما جاء في الإصحاح 19 من إنجيل متى) الذي أحبه يسوع، وحثّه على توزيع ممتلكاته على الفقراء واللحاق به. يعتقد أيضًا بعض العلماء أن هذا الرجل الشاب هو لعازر (نظرًا للتشابه بين الاقتباس الأول من إنجيل مرقس السري، والقصة التي جاءت في الإصحاح 11 من إنجيل يوحنا) والتلميذ المحبوب (نظرًا لما جاء في الاقتباس الثاني من إنجيل مرقس السري أن يسوع أحبه، وما جاء في أنه أحب الإخوة الثلاثة مرثا ومريم ولعازر (الإصحاح 11 من إنجيل يوحنا)، والرجل الغني (الإصحاح 10 من إنجيل متى) والتلميذ المحبوب. فسّر هانز-مارتن شينكه مشهد فرار الشاب في جثسيماني في الآيتين 51-52 من الإصحاح 14 في إنجيل مرقس بأنها قصة رمزية الشاب فيها ليس إنسانًا، وإنما هو شبح أو رمز أو تلميذ مثالي. ويرى بأن ظهور الشاب مجددًا مضاعفة للروحانية حيث يمثل يسوع والجسد العاري رمزًا لتجرّد الروح.

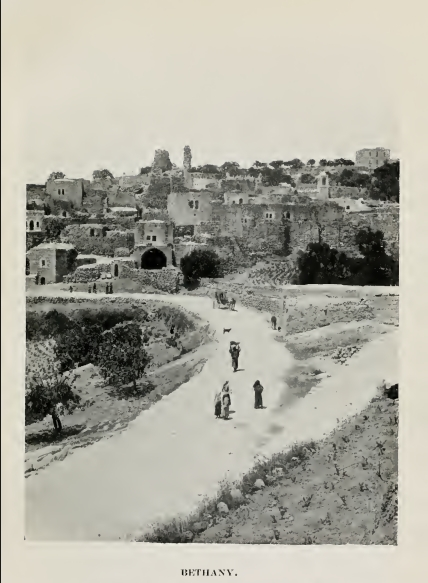
صورة للطريق من أريحا إلى قرية بيت عنيا على جبل الزيتون (حوالي 3 كيلومترات من القدس) التقطت سنة 1913م. وفقًا للإصحاح 11 من إنجيل يوحنا، هنا أحيا يسوع لعازر من الموت. ورغم ذلك هناك بيت عنيا أخرى حيث أحيا يسوع الرجل الشاب في إنجيل مرقس السري.

وجد مارفن ماير حبكةً فرعيةً، أو مشاهدَ أو رموزًا “موجودة في إنجيل مرقس السري، ولكنها غير مكتملةٍ في إنجيل مرقس القانوني” حول الرجل الشاب الذي يرمز للتلميذ الذي يتبع يسوع طوال القصة في الإنجيل.). وجدت آثار هذا الشاب في:
1. قصة الرجل الغني في الآيات 17-22 من الإصحاح 10 من إنجيل مرقس الذي أحبه يسوع و“المرشح ليكون تلميذًا”؛
2. قصة الشاب الذي ذكره إنجيل مرقس السري الذي أحياه يسوع من الموت، وعلّمه سر ملكوت الله والذي يٌحب يسوع؛
3. في الاقتباس الثاني من إنجيل مرقس السري الذي رفض فيه يسوع استقبال سالومة وأخت الشاب الذي أحبه يسوع وأمه؛
4. في قصة فرار الرجل العاري في جثسيماني في الآيات 51-52 من الإصحاح 14 من إنجيل مرقس؛
5. في قصة الشاب الجالس في رداءٍ أبيضَ في القبر الذي أخبر سالومة والنساء أن يسوع قام في الآيات 1-8 من الإصحاح 16 من إنجيل مرقس.[340]

في هذا السيناريو تبدو قصة إنجيل مرقس السري متماسكةً، ولكن بعد إزالة العديد من العناصر أصبحت القصة غير متماسكةٍ في إنجيل مرقس القانوني، وإن كان لها أصداء مُتضمنة في القصة في إنجيل مرقس القانوني.

#### حلقة مفقودة في الرحلة إلى أريحا
يملأ الاقتباس الثاني في إنجيل مرقس السري حلقةً مفقودةً واضحةً في الآية 46 من الإصحاح 10 في إنجيل مرقس: “وجاؤوا إلى أريحا. وفيما هو خارج من أريحا مع تلاميذه وجمع غفير، كان بارتيماوس الأعمى ابن تيماوس جالسًا على الطريق يستعطي”. لاحظ مورتون سميث أن “إحدى صياغات مرقس المفضلة” أن يقول وجاء يسوع إلى مكانٍ ما، ولكن “في جميع الحالات عدا الآية 20 من الإصحاح 3 والآية 46 من الإصحاح 10، تتبع العبارة روايةٌ لبعض الأحداث التي حدثت عندما ذهب إلى هذا المكان” قبل أن يذكر أنه ترك المكان. بسبب تلك الحلقة المفقودة الظاهرة في القصة كانت هناك فرضيات أن ما حدث في أريحا جرى حذفه. وفقًا لروبرت غوندري توضح حقيقة إبراء يسوع لبارتيماوس الأعمى في طريقه إلى أريحا أن مرقس قال بأن يسوع جاء إلى أريحا دون أن يذكر ماذا فعل فيها. بالمثل أشار غوندري إلى الآية 31 من الإصحاح 7 في إنجيل مرقس حيث عاد يسوع “من تخوم صور وصيداء، وجاء إلى بحر الجليل”. ولكنه لم يذكر أبدًا أن يسوع دخل صيداء، وقال إن من الممكن أن يكون هذا مزيجًا من العديد من الملاحظات الأوليّة.
باستخدام إنجيل مرقس السري يمكن ملء تلك الحلقة المفقودة:
“وجاؤوا إلى أريحا، وكانت أخت الشاب الذي أحبه يسوع وأمه وسالومة هناك، ولم يستقبلهم يسوع. وفيما هو خارج من أريحا مع تلاميذه وجمع غفير …” حقيقة أن النص أصبح أكثر مواءمةً مع الإضافة من إنجيل مرقس السري، بالإضافة إلى حقيقة أن سالومة مذكورة (وبما أنها كانت “محبوبة في أوساط الهراطقة” فربما حُذفت العبارة لهذا السبب) توضح أن إنجيل مرقس السري يحوي نصوصًا حُذفت في إنجيل مرقس القانوني. يعتقد كروسان أن ذلك يُظهر أن “الآية 46 من الإصحاح 10 من إنجيل مرقس القانوني نسخة مختزلة تعتمد على الآية في إنجيل مرقس السري”. بينما زعم آخرون أن من المتوقع أن أحدًا حاول لاحقًا ملء الحلقات المفقودة الموجودة في إنجيل مرقس القانوني.

### العلاقة بإنجيل يوحنا

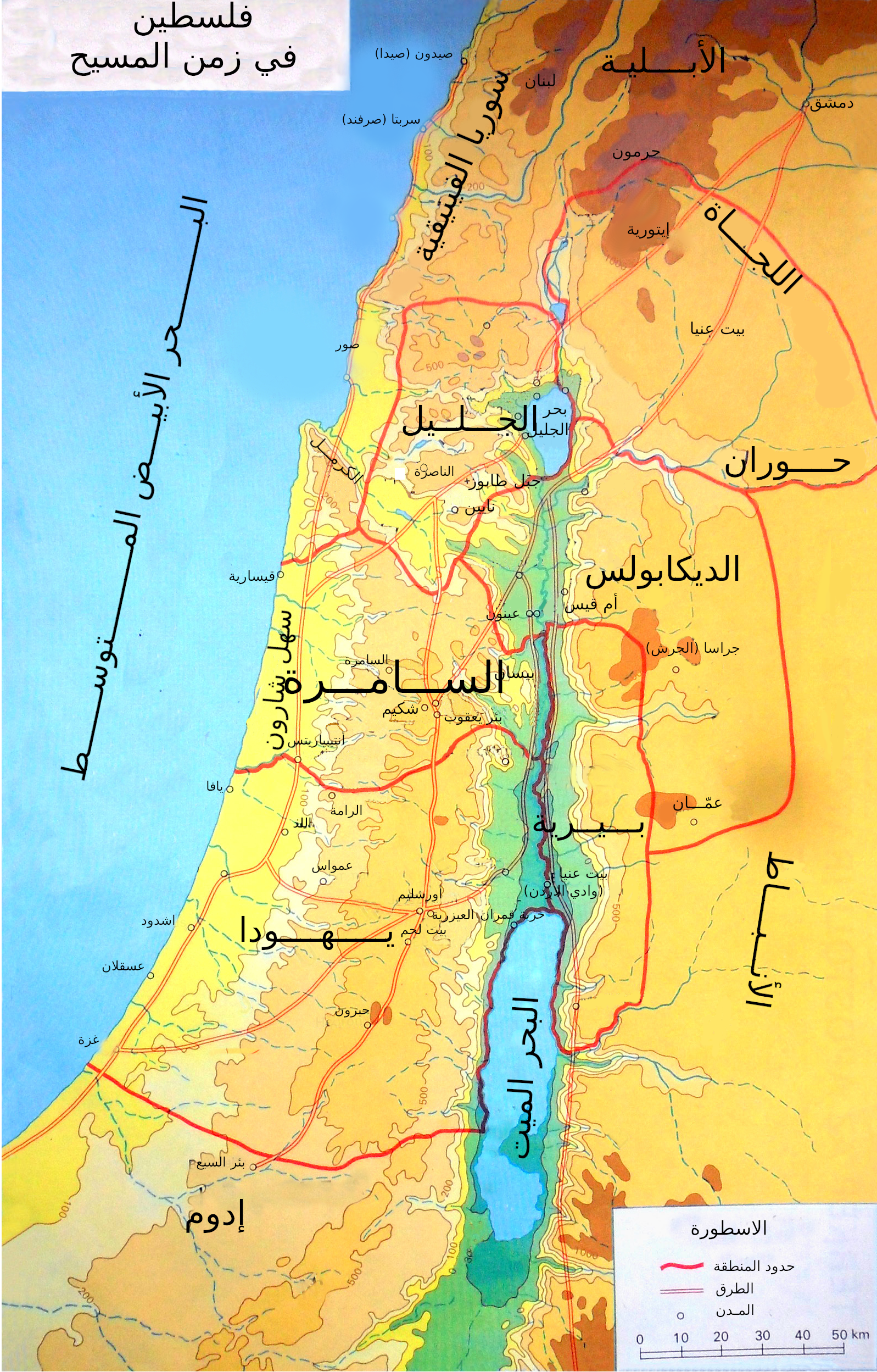
خريطة فلسطين القديمة. يقال إن يسوع غادر اليهودية وعبر نهر الأردن، وسار جنوبًا عبر بيريا، وأحيا الشاب في بيت عنيا، ثم عبر نهر الأردن مرة أخرى وذهب إلى أريحا.

#### إحياء لعازر في إنجيل يوحنا والرجل الشاب في إنجيل مرقس السري
تحمل قصة إحياء يسوع للرجل الشاب في إنجيل مرقس السري العديد من أوجه الشبه مع قصة إحياء لعازر المذكورة في الإصحاح 11 من إنجيل يوحنا والتي يمكن اعتبارها نسخةً أخرى من القصة. ولكن وبالرغم من أوجه التشابه المذهلة بين القصتين، إلا أن هناك أيضًا “العديد من التناقضات غير المُبررة”. فلو أن آيتي إنجيل مرقس سبقتا القصة في إنجيل مرقس السري لأخبرتنا القصتان بقلق التلاميذ من أن يُقبض على يسوع. في كلتا القصتين تقترب الأخت التي مات أخوها للتوّ من يسوع وهو على الطريق وتطلب منه المساعدة؛ ثم عرّفت يسوعَ بالقبر الموجود في بيت عنيا؛ وأزيل الحجر، وأحيا يسوع الرجل الميت فخرج الرجل من قبره. كلتا القصتين أكدتا على الحب الذي كان بين يسوع وهذا الرجل، وفي النهاية تبعه يسوع إلى منزله. حدثت كلتا القصتين “في نفس الفترة من دعوة يسوع” حينما غادر الجليل وذهب إلى اليهودية، ثم عبوره لنهر الأردن.

#### مسار رحلة يسوع في إنجيل مرقس
إذا ما أضيف اقتباسا إنجيل مرقس السري إلى إنجيل مرقس القانوني، فستنتج قصة يغادر فيها يسوع الجليل في طريقه إلى أورشليم، ويسير نحو شمال يهودا، ثم يعبر نهر الأردن ويتجه شرقًا إلى منطقة بيريا، ثم يسير جنوبًا عبر بيريا شرق نهر الأردن، ويقابل الرجلَ الغني الذي يحثه [يسوع] على إعطاء ممتلكاته للفقراء واتّباعه (الآيات 17-22 من الإصحاح 10 من إنجيل مرقس)، ثم يأتي إلى بيت عنيا، ويحيي الرجل الشاب من موته (الاقتباس الأول من إنجيل مرقس السري). ثم يعبر نهر الأردن مجددًا ويواصل المسير غربًا رافضًا طلب يعقوب ويوحنا ابني زبدي (الآيات 35-45 من الإصحاح 10 من إنجيل مرقس)، ثم يصل إلى أريحا حيث لم يستقبلِ النسوة الثلاث (الآية 46 من الإصحاح 10 من إنجيل مرقس + الاقتباس الثاني من إنجيل مرقس السري)، ويغادر أريحا ليلتقي بارتيماوس الأعمى ويعيد إليه بصره.

#### بيتا عنيا
في كل قصةٍ يحدث إحياء للرجل الميت في بيت عنيا. في الآية 40 من الإصحاح 10 من إنجيل يوحنا كان يسوع في “المكان الذي كان يوحنا يُعمّد فيه” المذكور في الآية 28 من الإصحاح الأول في إنجيل يوحنا في مكانٍ يدعى “بيت عبرة” حيث وصلت مريم لتخبر يسوع أن لعازر مريض (الآيات 1-3 من الإصحاح 11 في إنجيل يوحنا). فتبعها يسوع إلى قريةٍ أخرى تدعى بيت عنيا قريبة من أورشليم (الآيات 17-18 من الإصحاح 11 في إنجيل يوحنا). في إنجيل مرقس السري قابلته المرأة في المكان نفسه، لكنه لم يذهب أبدًا إلى بيت عنيا بالقرب من أورشليم. بدلاً من ذلك تبعها إلى الرجل الشاب حيث كان في بيت عنيا (عبر نهر الأردن). في إنجيل مرقس السري لم يُسَمَّ الرجل الشاب (ربما لعازر) وأخته (ربما مريم)، أما أختهما مارثا فلم توجد في القصة من الأساس.

#### العلاقة بين الأناجيل
زعم عدد من العلماء أن القصة في إنجيل مرقس السري اعتمدت على إنجيل يوحنا. بينما زعم علماءٌ آخرون أن مؤلفي إنجيلي مرقس السري ويوحنا استخدما -كلاهما- مصدرًا شائعًا أو روايةً شائعةً لبناء القصة. أما حقيقة أن إنجيل مرقس السري أشار إلى بيت عنيا أخرى غير التي في إنجيل يوحنا لتكون هي المكان الذي حدثت فيه المعجزة، وحذفه لأسماء أبطال القصة، وبما أنه لا أثر لتنقيح إنجيل مرقس السري لرواية إنجيل يوحنا الطويلة إلى حد ما، أو لوجود أي أثر لخصائص رواية إنجيل يوحنا بما في ذلك لغتها، وعليه فلا دليل على اعتماد إنجيل مرقس السري على رواية إنجيل يوحنا. يعتقد مايكل كوك أن هذا يتعارض أيضًا مع فرضية أن إنجيل يوحنا اعتمد على إنجيل مرقس السري، ويوضح ذلك أن كليهما اعتمد إما على “صيغ متعددة للرواية الشفهية نفسها”، أو على مجموعة قصص معجزات مكتوبة قديمة. ويعتقد كويستر أن إنجيل مرقس السري يمثل مرحلةً أقدمَ في تطور القصة. حاول مورتون سميث توضيح أن قصة الإحياء في إنجيل مرقس السري لا تحتوي على أي من السمات الثانوية الموجودة في القصة المشابهة في الإصحاح 11 من إنجيل يوحنا، وأن القصة في إنجيل يوحنا أكثر تطوّرًا دينيًّا. واستنتج أن القصة في إنجيل مرقس السري تحتوي على شاهدٍ مستقلٍّ أقدمَ وأكثر موثوقية للرواية الشفهية للقصة.

### أهمية التعميد
رأى مورتون سميث في الاقتباس الأطول في إنجيل مرقس السري «قصة تعميد». وفقًا لسميث فإن “سر ملكوت الله” -الذي علّمه يسوع للرجل الشاب- كان في الحقيقة طقسًا سحريًّا “يشمل تعميدًا تطهيريًّا”، وأن فكرة استخدام قماشٍ من الكتان للتعميد اتبعت فكرة التعري والجنس.
ولكن كان هناك جدل حول ذلك، فعلى سبيل المثال لم يتفق سكوت براون (الذي كان يدافع عن صحة الرسالة) مع سميث بأن المشهد في الاقتباس دلالة على التعميد. لقد اعتقد أن ذلك إساءة تفسيرٍ عميقةٍ للنص، وزعم أنه إن كانت القصة تدور بالفعل حول التعميد لما ذكرت التعاليم فقط، بل لذكرت الماء أو التعري والغمر. وأضاف أن “ملابس الشاب الكتانية ذات دلالاتٍ تعميديةٍ، لكن النص يثبط أي محاولةٍ لفهم أن يسوع كان يُعمّده حقيقةً”. واتفق ستيفن كارلسون على أن قراءة براون للموضوع أكثر معقوليةً من قراءة سميث. وأن فكرة أن يسوع مارس المعمودية غائبة عن الأناجيل الإزائية رغم أن إنجيل يوحنا قدّمها.
زعم براون أن إكليمندس كان يعني بالتعبير “سر ملكوت الله”، “تعليمًا لاهوتيًا متقدمًا”. وفي المواضع الثلاث الأخرى التي أشار فيها إكليمندس إلى “بدء الأسرار العظيمة”، كان دومًا يشير إلى “أعلى مراتب التعليم اللاهوتي المسيحي أعلى بمنزلتين من المعمودية” – تجربة فلسفية وفكرية وروحانية “أبعد من الإدراك المادي”. يعتقد براون أن الأفضل لقصة الرجل الشاب أن تُفهم رمزيًا، وأن يُنظر إلى الشاب كمجرد رمزٍ “للتلمذة كعمليةٍ تبعيةٍ ليسوع من أجل الحياة عن طريق الموت”.
تدعو تلك الأمور أيضًا للتدليل على صحة إنجيل مرقس السري، لأن براون يشير ضمنًا إلى أن سميث لم يفهم تمامًا اكتشافه، وسيكون من غير المنطقي تزوير نص لا تفهمه من أجل إثبات نظريتك.

## الهوامش
1. ↑  الاسم (باليونانية العامية المختلطة: τοῦ Μάρκου τὸ μυστικὸν εὐαγγέλιον, tou Markou to mystikon euangelion)،[2] أغاممنون تسيليكاس، “تعليقات نحوية وتراكيبية”[3]
2. 1 2 3  نُشرت أولى طبعات رسائل إغناطيوس الأنطاكي لإسحاق فوسيوس في أمستردام سنة 1646م.[6] فهرس مورتون سميث الكتاب تحت رقم MS 65.[7]
3. ↑  مورتون سميث، مخطوطة دير مار سابا: اكتشافها ونسخها وترجمتها على يد مورتون سميث نيويورك، نسخة خاصة (ديسمبر 1958م)، ص i + 10. تم “إرسالها إلى مكتب حقوق الطبع والنشر الأمريكي في 22 ديسمبر 1958م.”[54]
4. ↑  تم الاجتماع في 29 ديسمبر 1960م. في “قاعة هوراس مان، كلية المعلمين” في جامعة كولومبيا.[62]
5. ↑  الصفة اليونانية “mystikon” (μυστικόν) لها معنيان، “سري” أو “غامض”، واختار مورتون سميث ترجمتها إلى “سري”،[101] مما يعطي الانطباع بأنها مخفية عن عمدٍ. ترجمها سكوت براون إلى  “غامض” بمعنى إنجيلٌ يُخفي معانٍ.[4]
6. ↑  فعلى سبيل المثال هناك العديد من النصوص المنحولة التي عُرفت ونُشر عنها للمرة الأولى حديثًا من خلال اكتشاف مخطوطة واحدة فقط مثل إنجيل الطفولة لتوما وإنجيل يعقوب،[31] وفي سنة 1934م اكتُشف إنجيل إجرتون غير المعروف مُسبقًا بعد شرائه من تاجر قطع أثرية في مصر.[109]
7. 1 2 3  وردت لسميث فكرة أن قصة الإنجيل تصوّر طقس التعميد من اللاهوتي سيريل ريتشاردسون في يناير 1961م.[369][370]
8. 1 2  “‘سر ملكوت الله’ ... هي معمودية يؤديها يسوع لتلاميذ مختارين فرديًّا ليلاً. في تلك المعمودية يتحد التلميذ مع يسوع. ربما كان الاتحاد جسديًّا (… ليس هناك ما يشير لأي مدىً وصلت الرمزية في طقوس يسوع)، ولكن الشيء الأساسي هو أن التلميذ كانت تتملكه روح يسوع.”[305]
9. 1 2  “كان التلميذ تتملكه روح يسوع. واحد معه، شارك بالهلوسة في صعود يسوع للسماء … ربما أدى التحرر من الشريعة إلى إكمال الاتحاد الروحاني بالاتحاد الجسدي … متى بدأ ذلك لا أحد يعلم”.[315]
10. 1 2  يعتقد روبرت غرانت أن المؤلف استخدم كل ما يتعلق بالرجل الشاب من الأناجيل القانونية لبناء قصته (مرقس: آيات 51-52 من الإصحاح 14، الآية 5 من الإصحاح 16؛ متى: الآية 20 والآية 22 من الإصحاح 19؛ لوقا: الآية 14 من الإصحاح 7)؛[325] كذلك هو رأي روبرت غوندري (مرقس: الآيات 17-22 من الإصحاح 10؛ متى: الآيات 16-22 من الإصحاح 19؛ لوقا: الآيات 18-23 من الإصحاح 18).[326][327]
11. ↑  كتب سميث أن في مكتبة البرج وحدها (حيث كان في الدير مكتبتان) على الأقل ضعفي العدد المذكور في فهرس سنة 1910م،[134] وقدّر عددهم بين 400-500 كتاب.[135] احتفظ سميث بملاحظات حول كتب دير مار سابا انتهت بالعنصر رقم 489.[140]
12. ↑  أشار إيار إلى مقال جوزيف فيتزماير، “كيف تستغل إنجيلاً سريًا؟” المنشور في العدد 128 من مجلة America الصادر في (23 يونيو 1973)، ص. 570–572 ومقال جون غيبز، مراجعة للإنجيل السري، المنشور في العدد 30 من مجلة علم اللاهوت اليوم الصادر سنة 1974، ص. 423–426.[68]
13. ↑   في كتاب Sacra Parallela -الذي يُنسب إلى يوحنا الدمشقي- وردت عبارة عن إكليمندس تبدأ بـ: “من الرسالة الحادية والعشرين لإكليمندس”.[154] وعلى النقيض يزعم بعض العلماء المعاصرين أن يوحنا الدمشقي عاش وعمل في القدس حتى سنة 742م.[155]
14. ↑  Beskow، Per (1979)، Fynd och fusk i Bibelns värld: om vår tids Jesus-apokryfer، Stockholm: Proprius، ISBN:9171183302
15. ↑  عدّ سميث 25 عالمًا يعتقدون أن إكليمندس كتب الرسالة، وست علماء وقفوا على الحياد، وأربعة رفضوا نسبتها إليه. وأن خمسة عشر عالمًا قالوا إن مادة الإنجيل السري منبثقة من الأناجيل القانونية، بينما قال أحد عشر عالمًا آخرين إن مادة الإنجيل السري سبقت وجود إنجيل مرقس القانوني.[169]
16. ↑  من مقال إنجيل مرقس السري في “الكتابات المسيحية الأولى”،[170] التي احتوت على اقتباساتٍ لآراء هيلموت كويستر،[171] ورون كاميرون.[172]
17. ↑  “هناك تعليقات كتبها دونالد أكينسون و جاكوب نوسنر بأن الرسالة إلى ثيودوروس هي تزوير واضح, فإذا كانت حقًا كذلك، فليس لديهم بالتأكيد مشكلة في تقديم دليل قاطع يثبت ذلك، ولكن كليهما تجنب المسؤولية، ووصف الوثيقة بأنها احتيال واضح لا يحتاج لدليل.”[183]
18. ↑  ”ولكن هؤلاء -الذين يزعمون أن الرسالة تزوير جرى في القرن العشرين- لابد أن يقبلوا الآن بأن المزور لديه معرفة قوية، ودراية بأساليب التأليف والنقل القديمة، والقدرة على نسج رسالةٍ ذات نصٍّ عامٍّ جيدٍ، بالإضافة إلى كفاءةٍ معروفةٍ مسبقًا في علم الآبائيات، وعلم الكتابة اليونانية القديمة في القرن الثامن عشر، وتقاناتِ الأدب المرقسي، وتبصُّرٍ هائلٍ في علم النفس وفن الخداع.”[188]
19. ↑  أشار سكوت ج. براون إلى رونالد ثيستد وبرادلي إيفرون اللذين زعما أنه “ليس هناك قاعدة ثابتة حول زيادة أو نقص استخدام كلماتٍ جديدةٍ”.[192][194]
20. ↑  ”أعلم أن الحقائق نادرًا ماتستخدم لمعارضة نظرية غير قابلة للتصديق، إلا أنني أعتقد أن أي شخص يتخيل سميث وهو يقوم بتزوير مثالي سيجد على الأقل صعوبة في تصوّره وهو يقرأ رواية جاسوسية مسيحية إنجيلية غير عقلانية.[203]
21. ↑  سانكا نوكس، “إنجيل جديد منسوب لمرقس؛ نسخة من رسالة يونانية تقول بأن القديس احتفظ بأسرار في إنجيل سري منسوب لمرقس”. نيويورك تايمز، 30 ديسمبر 1960م.
22. ↑  أقنعت حجج كارلسون بيرغر أ. بيرسون أن سميث زوّر النص.[240]
23. ↑  توني بورك: أبوكريفيًا - “إنجيل قديم أم تزوير حديث؟ نقاش حول إنجيل مرقس السري”. سلسلة ندوات جامعة يورك حول الأبوكريفا المسيحية سنة 2011م المنشورة في 29 أبريل 2011م، جامعة يورك (كلية فانيير). تأملات حول ندوة إنجيل مرقس السري، الجزء الثاني (بالإنجليزية)
24. ↑  في البداية، كوينتين كيسنيل،[269] وستيفن كارلسون،[270] وفرانسيس واتسون[271] وكريغ إيفانز.[201]
25. ↑  العلماء الثلاثة المختصون في تزييف النصوص هم ستيفن كارلسون وبيرغر أ. بيرسون وبارت إيرمان.[288]
26. ↑  مراجعة آثار الكتاب المقدس، “هل مورتون سميث زيّف ‘إنجيل مرقس السري’؟” (بالإنجليزية)
27. ↑  “خبراء الخطوط اليدوية يفحصون صحة ‘إنجيل مرقس السري’” متاح أونلاين نسخة محفوظة 2010-07-05 على موقع واي باك مشين. (access date April 15, 2018).
28. ↑  فينيشيا أناستاسوبولو: 
“هل يمكن لوثيقةٍ في حد ذاتها أن تكشف التزوير؟” متاحة أونلاين (بالإنجليزية)(access date May 1, 2018).
29. ↑  “د. تسيليكاس 
 هو مدير مركز مؤسسة البنك الوطني اليوناني للتاريخ والكتابات القديمة، وهو أيضًا مدير معهد البحر المتوسط للكتابات القديمة والفهرسة وتاريخ النصوص”.[3]
30. ↑  أغاممنون تسيليكاس، “ملاحظات على الكتابة القديمة 1”[3]
31. ↑  أغاممنون تسيليكاس، “ملاحظات علمية على النص”[3]
32. ↑  ”صحيح أنه إن كانت تزويرًا حديثًا لكان ذلك إنجازًا رائعًا. فلكي تكون الرسالة مزورة فعلى شخصٍ ما أن يقلد أسلوب كتابةٍ يدويٍّ يونانيٍّ من القرن الثامن عشر، ويكتب وثيقةً تشبه إلى حد كبير كتابات إكليمندس لدرجةٍ أنها تخدع الخبراء الذين يقضون حياتهم في تحليل أعمال إكليمندس، وأن يقتبس عبارةً مفقودةً قديمًا من إنجيل مارك لتتشابه كثيرًا مع أسلوب إنجيل مرقس لدرجةٍ تخدع الخبراء الذين قضوا حياتهم في تحليل إنجيل مرقس. إن كانت حقًا مزورة، فستكون واحدةً من أعظم الأعمال العلمية في القرن العشرين، ومن عمل شخصٍ وضع قدرًا هائلًا من الجهد فيها”.[94]
33. ↑  يؤمن بعض المفسرين أن الفتى كان غريبًا، عاش بالقرب من الحديقة، وبعدما استيقظ فرّ في نصف ثيابه لمعرفة ما سبب كل تلك الضوضاء (الآيات 46-49 من الإصحاح 14) (راجع تفسير اللاهوتي جون غيل للكتاب المقدس أدوات دراسة الكتاب المقدس (بالإنجليزية)) يعتقد و. ل. لين أن مرقس ذكر تلك الحلقة لتوضيح أنه ليس فقط التلاميذ، وإنما “الكل هرب، تاركين يسوع وحده في يد الشرطة”.[324]
34. ↑  في العبارات المشابهة في إنجيلي متى ولوقا لم تستخدم كلمة نيانيسكوس، ففي الآية 2 من الإصحاح 28 من إنجيل متى نزل “ملاك الرب” ذو اللباس الأبيض من السماء، وفي الآيات 1-10 من الإصحاح 24 من إنجيل لوقا “صوّر لوقا رجلين بثيابٍ براقةٍ”.[335]
35. ↑  تعبير “التلميذ الذي كان يسوع يحبه” (باليونانية: ὁ μαθητὴς ὃν ἠγάπα ὁ Ἰησοῦς, ho mathētēs hon ēgapa ho Iēsous) أو “التلميذ المحبوب”، تلميذ “كان يسوع يحبه” (باليونانية: ὃν ἐφίλει ὁ Ἰησοῦς, hon efilei ho Iēsous) ذكرت فقط في إنجيل يوحنا، في ست عبارات: الآية 23 في الإصحاح 13، والآية 26 في الإصحاح 26، والآية 2 في الإصحاح 20، والآيات 7، 20، 24 في الإصحاح 21.[336]
36. ↑  منهم ف. ف. بروس،[361] وريموند إ. براون،[362] وروبرت م. سكيهان[119] وروبرت م. غرانت[122] وهيلموت ميركيل[116][363] وفرانس نيرنيك.[124]
37. ↑  قال إن يسوع عمّد تلاميذه في الآية 22 من الإصحاح 3 من إنجيل يوحنا: “… وبعد هذا جاء يسوع وتلاميذه إلى أرض اليهودية، ومكث معهم هناك، وكان يعمد”؛ وفي الآية 26 من الإصحاح نفسه: “… هو يعمد، والجميع يأتون إليه”، وفي الآية الأولى من الإصحاح 4: “يسوع يصير ويعمد تلاميذ أكثر من يوحنا”، ولكن في الآية التالية لها يناقض الإنجيل نفسَه: “مع أن يسوع نفسه لم يكن يعمد بل تلاميذه”.[378]
38. ↑  “... إن جمهور الإنجيل الأطول ليسوا من المتعلمين الذين يتجهزون للتعميد، ولكنهم مسيحيون مُعمّدون شاركوا في تعاليمَ لاهوتيةٍ متقدمةٍ هدفها المعرفة”.[379]
39. ↑  إكليمندس السكندري، الأعمال المتفرقة I.28.176.1–2; IV.1.3.1; V.11.70.7–71.3.[380]
40. ↑  “اللغة الدينية الغامضة للرسالة مجازية، كما في كتابات إكليمندس دون أدنى شك، وكذلك تُعد الصورة التعميدية في الإنجيل رمزيةً بما يلائم وصفه ‘بالإنجيل الغامض’. ولسوء الحظ أساء سميث تفسير  تلك الصورة بطريقةٍ صحيحةٍ، حيث وصف نصًا دينيًا بأنه نص للمعمودية”.[382]

## وصلات خارجية
- ترجمات لرسالة إكليمندس إلى ثيودوروس إلى الإنجليزية بواسطة:

- مورتون سميث على مكتبة الجمعية الغنوصية، موقع ويلاند ويلكر، الكتابات المسيحية الأولى
- أ. ك. إم. آدم على أكاديميا
- سام غيبسون على الكتابات المسيحية الأولى
- أندرو بيرنهارد على The Scriptorium و gospels.net
- بارت إيرمان نصوص مفقودة (2003) ص. 88–89 (فقط الاقتباسات التي ترتبط بإنجيل مرقس السري) على Issuu

- نسخ من النص اليوناني بواسطة:

- مورتون سميث على الكتابات المسيحية الأولى
- أغاممنون تسيليكاس على مراجعة آثار الكتاب المقدس
- أ. ك. إم. آدم، اعتمادًا على نسخ سميث وتسيليكاس مع تعليقات لبانانين وفيكلوند على أكاديميا

- “جمعية آثار الكتاب المقدس”، هل زيّف مورتون سميث “إنجيل مرقس السري”؟، مع مقالات بقلم:

- فينيشيا أناستاسوبولو، “تقرير خبراء فحص الكتابة اليدوية” و “هل لوثيقة أن تكشف زيفها بنفسها؟”
- بيتر جيفري، “ردًا على تحليل الكتابة اليدوية” و “رد إضافي على تحليل الكتابة اليدوية”
- سكوت براون، “أفكاري حول تقارير فينيشيا أناستاسوبولو”
- آلان ج. بانتوك، “حل ألغاز مورتون سميث وإنجيل مرقس السري” و “رد على أغاممنون تسيليكاس حول مورتون سميث ومخطوطات سيفالونيا”
- فرانسيس واتسون، “شك بعيد عن المعقول: رد على آلان بانتوك”
- أغاممنون تسيليكاس، “تقرير أغاممنون تسيليكاس حول تحليل الكتابة اليدوية” و “رد على آلان بانتوك”